# Laos
Laos, oficialmente República Democrática Popular Lao (en lao: ສາທາລະນະລັດ ປະຊາທິປະໄຕ ປະຊາຊົນລາວ, Sathalanalat Paxathipatai Paxaxon Lao), es un Estado soberano situado en la península de Indochina. Limita con Myanmar y China al noroeste, Vietnam al este, Camboya al sureste, y Tailandia al oeste y suroeste, y es el único país sin salida al mar en el Sudeste Asiático. Su capital y ciudad más poblada es Vientián. Posee una superficie de 236 800 km² y una población estimada en 2016 de 6 758 353 habitantes, siendo con diferencia el menos poblado de los 5 países que conforman la península de Indochina.
El territorio actual de Laos perteneció al reino de Lan Xang («Tierra del millón de elefantes») entre los siglos XIV y XVIII. Después de un período de conflicto interno, Lan Xang se dividió en tres reinos, Luang Prabang, Vientián y Champasak. En 1893, quedaron bajo un protectorado francés y se unieron para formar el actual Laos. El país se independizó brevemente en 1945 después de la ocupación japonesa, pero fue recolonizado por Francia hasta su independencia en 1953, con una monarquía constitucional encabezada por Sisavang Vong. Entre 1954 y 1975 el país atravesó una guerra civil, que vio a grupos comunistas apoyados por la Unión Soviética luchar contra la monarquía, que posteriormente cayó bajo la influencia de regímenes militares apoyados por Estados Unidos. La guerra culminó con el ascenso al poder de los comunistas del Pathet Lao. Actualmente, el país es una república socialista de partido único que defiende el marxismo-leninismo, aunque se han aprobado reformas orientadas a los mercados desde mediados de los años 1980.
El 53.2 % de la población pertenece a la etnia lao. El término «lao» también es usado para referirse a la lengua dominante y oficial del país, aunque también se habla el francés. Otros grupos étnicos, como los mon-jemer, los hmong y otras tribus nativas viven principalmente en las zonas montañosas del país. Laos está calificado como uno de los países con menor grado de libertad económica (ver al respecto economía de Laos). En 2003, el 80 % de la población económicamente activa se dedicaba a la agricultura de subsistencia. Sin embargo, ha sido una de las economías de mayor crecimiento del Sudeste Asiático y el Pacífico, con un crecimiento promedio anual del PIB del 7,4 % desde 2009. Es miembro de la ASEAN, la Cumbre de Asia Oriental, la Francofonía y la Organización Mundial del Comercio.

## Etimología
El nombre del país en idioma lao es Muang Lao (ເມືອງລາວ). Fueron los franceses, cuando Laos formaba parte de la Indochina francesa, los que añadieron una "s" al nombre.[cita requerida] La forma Lao es a veces usada en inglés para referirse también al país, pero los estándares de romanización suelen sostener que "Laos" es la forma correcta en ese idioma.[cita requerida] En cuanto al español, la forma tradicional del nombre de este país es Laos, y no debe usarse Lao como nombre abreviado.

## Historia

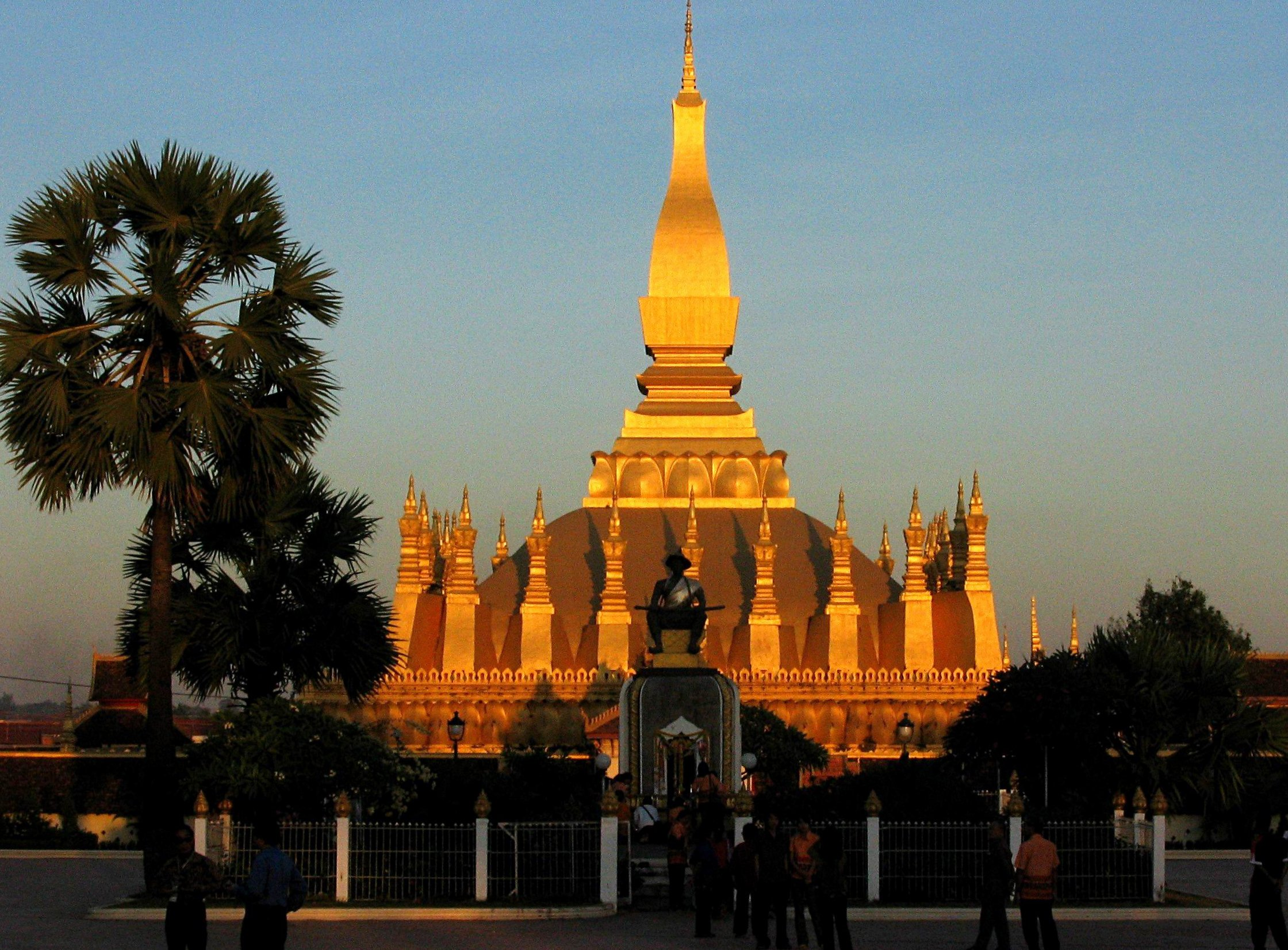
Pha That Luang, el símbolo nacional de Laos, en Vientián.

Los vestigios de la historia de Laos se remontan al reino de Lan Xang, fundado en el siglo XIV, que duró hasta el siglo XVIII, cuando Siam invadió y asumió el control de los principados separados que quedaban. Para evitar una costosa guerra con los franceses, el rey de Siam les cedió a ellos las tierras hoy conocidas como Laos, y estas fueron incorporadas a la Indochina Francesa en 1893.
Tras una breve ocupación japonesa durante la Segunda Guerra Mundial, el país declaró su independencia en 1945, pero los franceses reafirmaron su control y solo en 1950 Laos obtuvo una semiautonomía como un "estado asociado" dentro de la Unión Francesa. Además, los franceses continuaron teniendo el control de facto hasta 1954, cuando Laos obtuvo la independencia completa como una monarquía constitucional. Bajo una exención especial de la Convención de Ginebra, el ejército de entrenamiento francés continuó apoyando al Ejército Real de Laos.
En 1955, el Departamento de Defensa de Estados Unidos creó una oficina especial de evaluación de programas para sustituir el apoyo francés del Ejército Real de Laos contra el comunista Pathet Lao como parte de la política de contención de Estados Unidos.
Las tensiones políticas en el vecino Vietnam arrastraron a Laos a la segunda guerra de Indochina, un factor desestabilizante que contribuyó a la guerra civil de Laos y varios golpes de Estado. El ejército norvietnamita invadió y ocupó porciones del este de Laos. El ejército norvietnamita, con sus potentes armas incluyendo artillería pesada y carros de combate fue el auténtico poder detrás de la insurgencia de Pathet Lao. Significantes bombardeos aéreos por Estados Unidos se sucedieron con la intención de este país de eliminar bases norvietnamitas en Laos e interrumpir las líneas de abastecimiento en el sendero Ho Chi Minh.
Estados Unidos intervino de forma oculta a través de la Operación Estrella Blanca.

EEUU libraba la Guerra del Vietnam y quería cortar las vías de suministro de Laos a su enemigo vietnamita y evitar que el país tomara partido por el comunismo. La manera de lograrlo es uno de los más desconocidos y brutales crímenes de guerra jamás cometidos: aviones de EEUU llevaron a cabo más de 584 000 misiones y arrojaron más de 260 millones de bombas de racimo sobre las zonas más pobladas del país (arrojó media tonelada de explosivos por habitante). Los propios pilotos estadounidenses admitirían años después que nunca se trató de distinguir entre civiles y militares. 'Si algo se movía, lo bombardeábamos'.

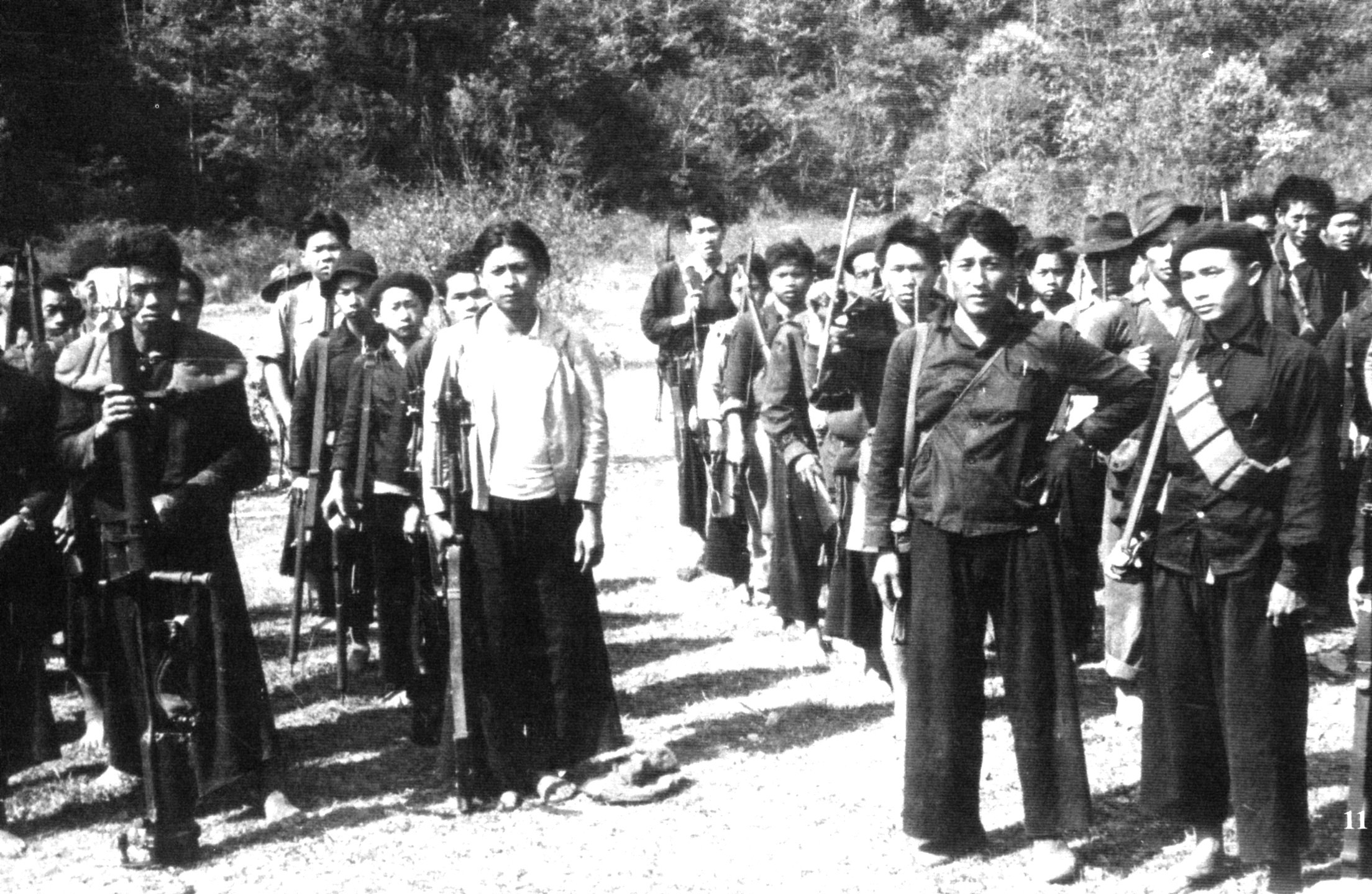
Combatientes de la guerra entre 1954 y 1975.

La guerra tuvo lugar entre 1964 y 1973: "No queda un solo edificio anterior al bombardeo de Estados Unidos, las montañas parecen quesos gruyere por el número de agujeros que dejaron los B-52 y la población ha inventado toda una cultura del aprovechamiento del legado de la guerra: las bombas se utilizan para construir alambradas, utensilios de cocina, depósitos de agua o esa prótesis que permite andar a campesinos pobres."
En 1968 el Pathet Lao (comunista) y el ejército norvietnamita lanzó un ataque de varias divisiones contra el Ejército Real de Laos. El ataque resultó en la amplia desmovilización del ejército y el dejar el conflicto a fuerzas irregulares reunidas por los Estados Unidos y Tailandia. En 1974 se formó una nueva coalición de gobierno donde solo participaron los partidarios de Suvana Fuma y de Pathet Lao. Pero en 1975, ante la caída de Saigón, Pathet Lao obtuvo más fuerza lo que obligó a los monárquicos a exiliarse en Francia. La guerra civil mató a entre 20.000 y 62.000 laosianos en total.
En 1975 el comunista Pathet Lao, respaldado por la Unión Soviética y el ejército norvietnamita, derrocó al gobierno monárquico, forzando al rey Savang Vatthana a abdicar el 2 de diciembre de 1975 (más tarde este murió en prisión).
Después de tomar el control del país, lo renombraron a República Democrática de Lao. Posteriormente el gobierno de Pathet Lao firmó acuerdos dando a Vietnam el derecho de destinar fuerzas militares y designar asesores para ayudar a supervisar el país. Entonces Pathet Lao pudo fundar la República Popular de Laos, aboliendo la monarquía. Sin embargo las tropas vietnamitas no se retiraron sino hasta 1990.

Memorial de la guerra en Phonsavan.

Los grupos familiares que lograron mantener cohesión interna como grupo económico hoy transitan su incorporación "saludable" en segunda generación, diversificando el radio de inserción en diversas actividades, pero manteniendo su base en el trabajo agrícola que sirve de contención al conjunto.
El 6 de abril de 1994 fue inaugurado el Puente de la Amistad sobre el río Mekong, uniendo a Laos y Tailandia y sellando la reconciliación entre ambos pueblos. Coincidentemente comenzó el alejamiento de Vietnam, comenzando una nueva integración, esta vez con Tailandia y Birmania.
A finales de los años 70 Vietnam le ordenó a Laos finalizar las relaciones con China, esto cortó el comercio con cualquier país excepto Vietnam [cita requerida]. El control por Vietnam y la socialización fueron reemplazadas lentamente por una relajación de las restricciones económicas en los años 1980 y la admisión en la ASEAN en 1997. Vietnam continúa ejerciendo influencia política y económica en Laos. El embargo de veinte años por los Estados Unidos fue levantado en 1995. Estados Unidos estableció relaciones de comercio normales con Laos en noviembre de 2004.

## Gobierno y política

### Gobierno
Aunque en 1975 se proclamó la República Popular de Laos, hasta 1991 no se promulgó la primera constitución, que confirmó el monopolio político del Partido Popular Revolucionario de Laos, de carácter comunista y el único legal.
- Poder ejecutivo. Bajo la constitución de 1991 un presidente, elegido por la Asamblea Nacional de Laos para un periodo de cinco años, ejercía el poder ejecutivo. El primer ministro ayuda al presidente, que preside el consejo de ministros, el cual lleva a cabo las funciones administrativas del gobierno.
- Poder legislativo. El poder legislativo reside en la Asamblea Nacional de Laos. Sus miembros son elegidos mediante sufragio universal por un periodo de cinco años.

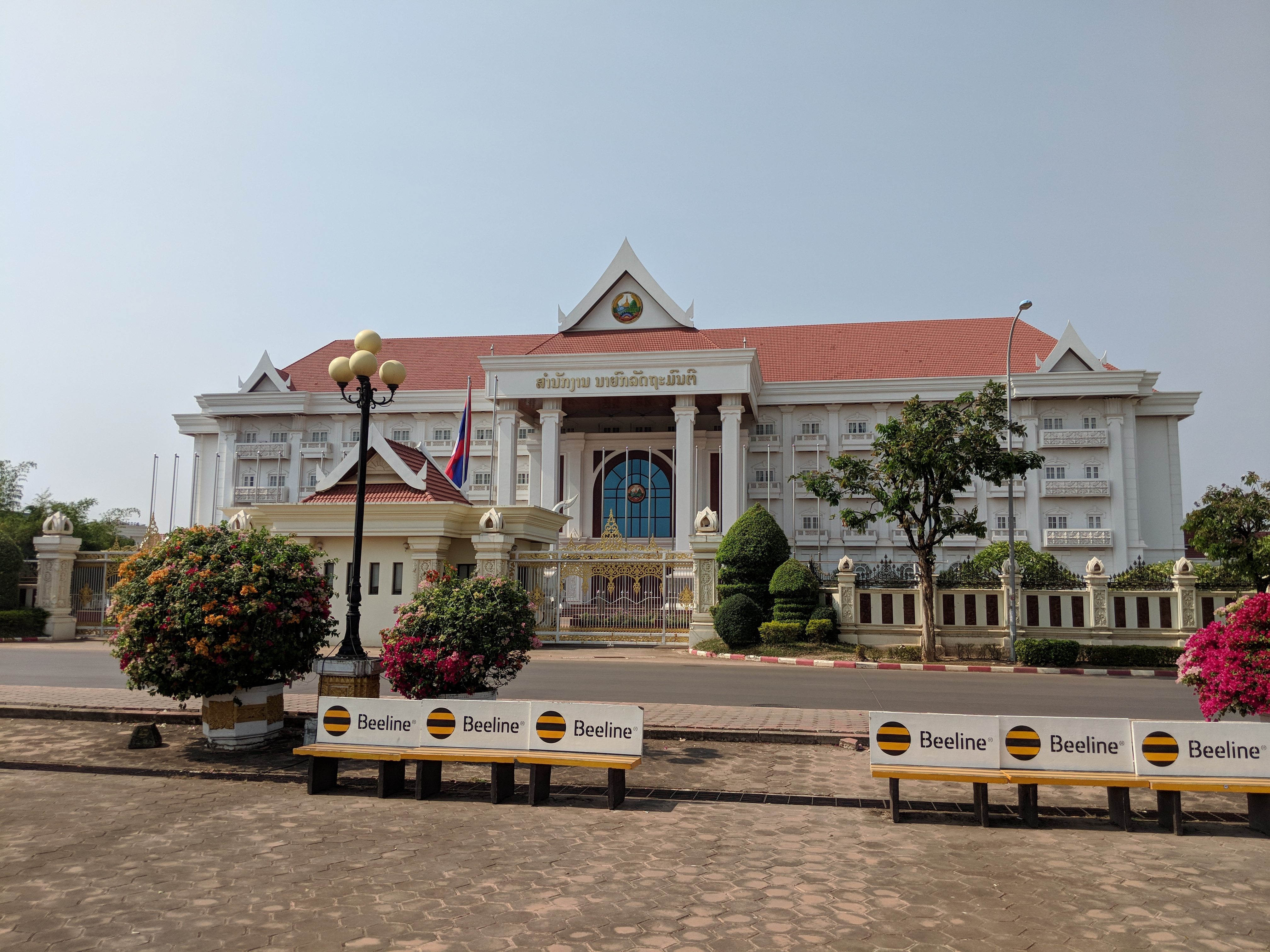
Sede del Ministerio de Defensa de Laos

- Sede del Ministerio de Defensa de LaosPoder judicial. El Tribunal Supremo de Laos es el máximo organismo judicial encargado de cuestiones no administrativas por tribunales populares.

### Leyes
Laos recibió su primera constitución provisional en 1945; fue sustituida ya en 1947 por la Constitución del Estado para el Reino de Laos, que garantizaba la influencia francesa en la política laosiana. Tras la derogación de esta constitución como parte de la toma del poder por el LRVP, Laos se rigió únicamente por decretos y decisiones de partido hasta 1991. La Constitución de Laos es el resultado de los debates iniciados en 1989, durante los cuales se detuvo a los críticos que reclamaban un sistema multipartidista. Consagra la reivindicación de la dirección política por el LRVP como centro legítimo del poder y el principio del centralismo democrático, pero renuncia a la utopía de una sociedad comunista o a la dictadura del proletariado. También contiene normas sobre el orden económico capitalista, reconoce la importancia del budismo y define al Estado como promotor de la Sangha. Las estructuras del sistema de gobierno o las relaciones entre los tres poderes sólo se tratan superficialmente. La interpretación de la Constitución es responsabilidad del Comité Permanente de la Asamblea Nacional.

Inmediatamente después de que el LRVP tomara el poder, la ley era una herramienta de aplicación del partido; los

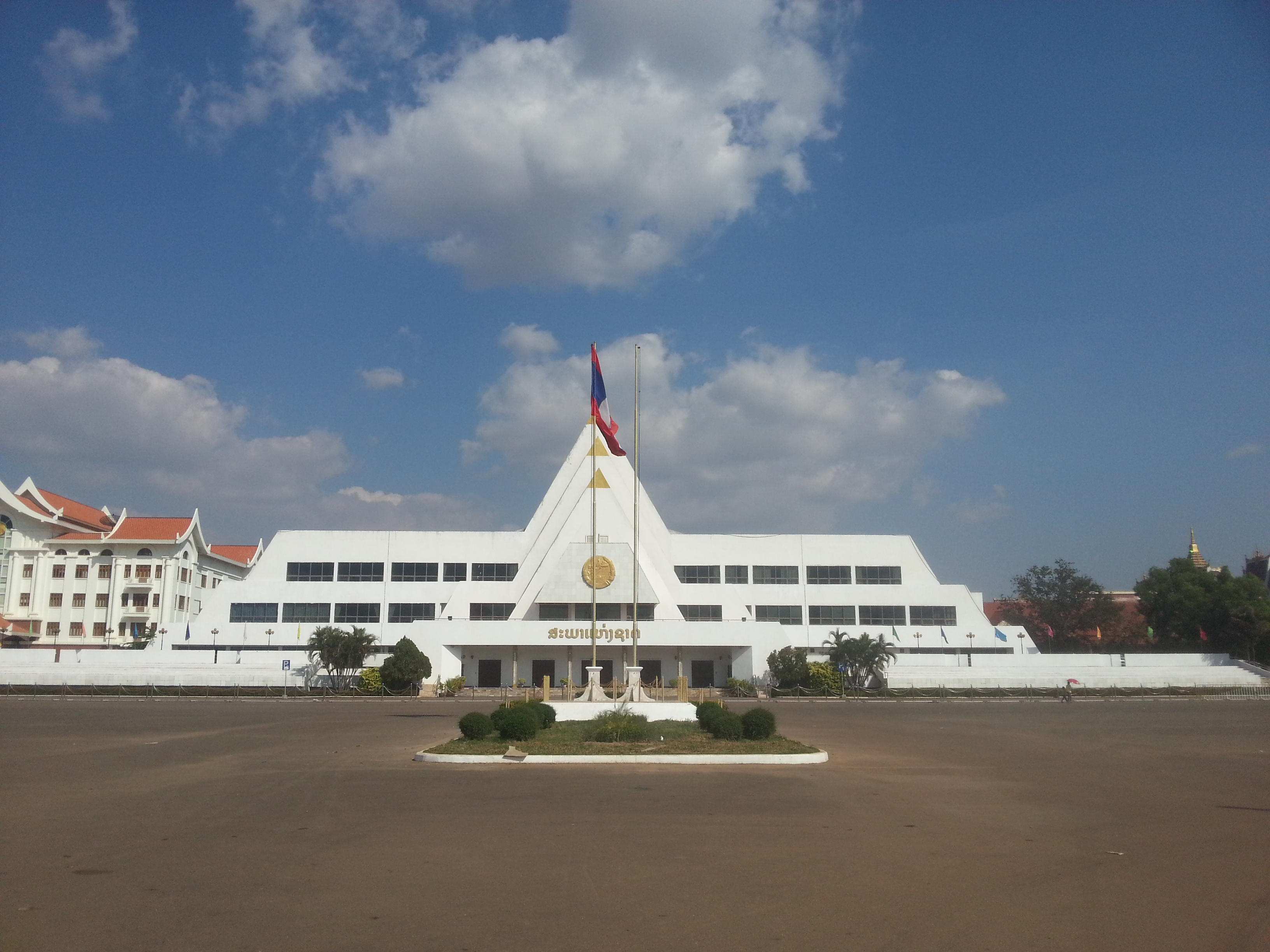
Asamblea Nacional de Laos

jueces revolucionarios y los tribunales populares dictaminaban con base en la línea del partido. En 1983, se establecieron un Tribunal Supremo y tribunales populares a nivel provincial. La Constitución de 1991 define la estructura del sistema judicial con un Tribunal Popular Supremo y tribunales populares a nivel provincial y de distrito, además de los tribunales militares. El presidente del Tribunal Popular Supremo es propuesto por el Comité Permanente de la Asamblea Nacional y nombrado por ésta; los jueces de los tribunales inferiores son nombrados por el Tribunal Supremo. Dado que el sistema judicial depende del LRVP, no puede hablarse de independencia judicial; en la práctica, los jueces suelen recabar la opinión de las altas instancias del partido antes de tomar decisiones importantes.
Como resultado, Laos obtiene puntuaciones muy bajas en el indicador del Estado de Derecho o en el Índice de Percepción de la Corrupción del Banco Mundial. La corrupción impregna todo el Estado y las estructuras de los partidos, que están capturados por redes clientelares de influyentes hombres de negocios y clanes familiares. Los miembros de poderosos clanes familiares buscan deliberadamente cargos en el partido y en el Estado para asegurar sus intereses económicos. La aprobación de una ley anticorrupción, la creación de una comisión anticorrupción dependiente del presidente y de un tribunal de cuentas no han cambiado mucho las cosas. No se procesa a los altos cargos corruptos del partido y del Estado.

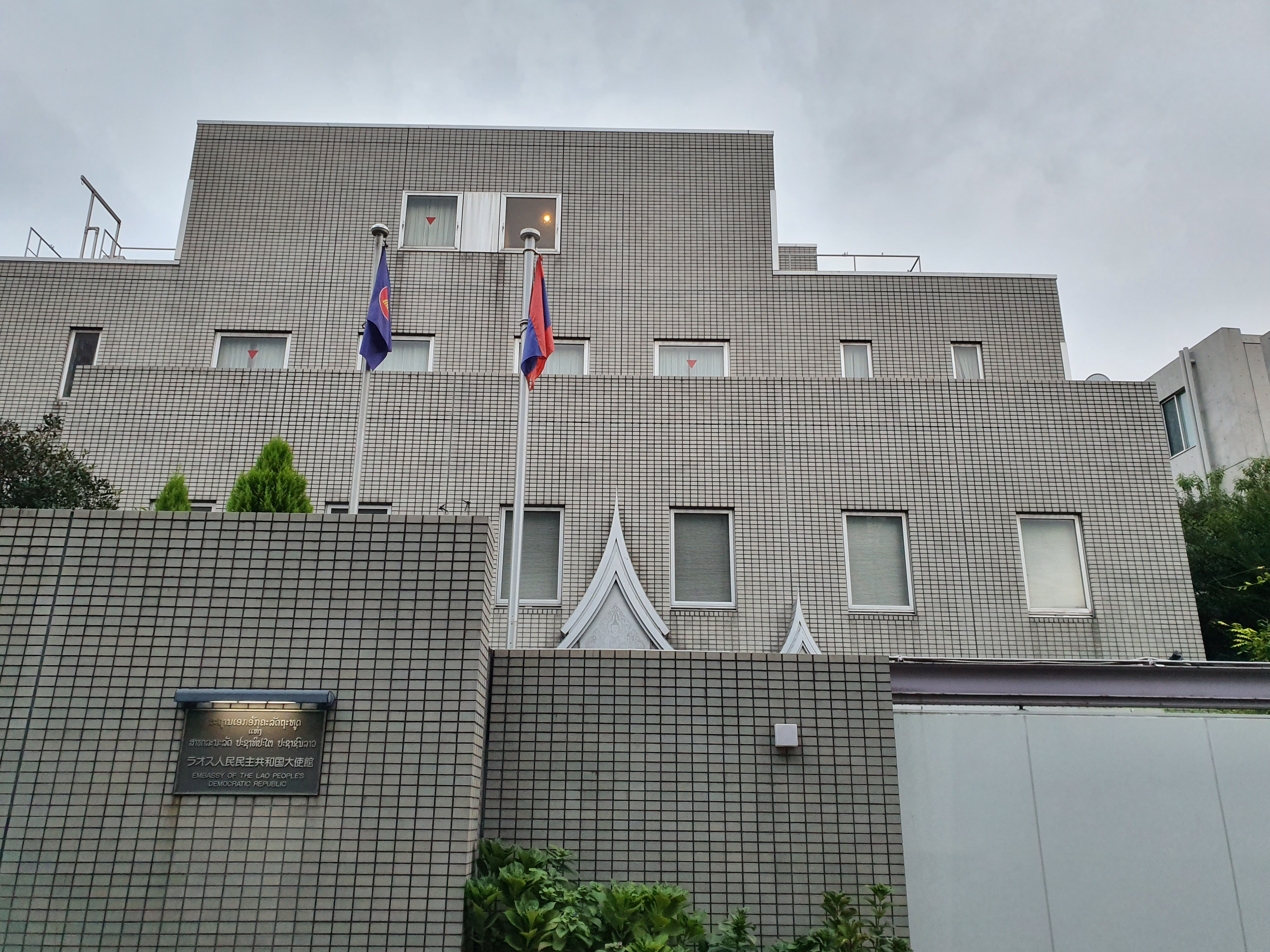
Embajada de Laos en Tokio, Japón

### Política Exterior
Las relaciones exteriores de Laos tras la toma del poder por el Pathet Lao en diciembre de 1975 se caracterizaron por una postura hostil hacia Occidente, alineándose el gobierno de la RDP Lao con el bloque soviético, manteniendo estrechos lazos con la extinta Unión Soviética y dependiendo en gran medida de los soviéticos para la mayor parte de su ayuda exterior. Laos también mantuvo una "relación especial" con Vietnam y formalizó un tratado de amistad y cooperación en 1977 que creó tensiones con China.
La salida de Laos del aislamiento internacional se ha caracterizado por la mejora y ampliación de sus relaciones con otros países, como Rusia, China, Tailandia, Australia, Alemania, Italia, Japón y Suiza. Las relaciones comerciales con Estados Unidos se normalizaron en noviembre de 2004 mediante una ley aprobada por el Congreso. Laos fue admitido en la Asociación de Naciones del Sudeste Asiático (ASEAN) en julio de 1997 y se adhirió a la Organización Mundial del Comercio en 2016. En 2005 asistió a la Cumbre inaugural de Asia Oriental.
Las relaciones con la República Popular China han mejorado con los años. Aunque ambos fueron aliados durante la guerra de Vietnam (1955-1975), la guerra sino-vietnamita de 1979 provocó un fuerte deterioro de las relaciones sino-laosianas. Estas relaciones empezaron a mejorar a finales de la década de 1980. En 1989 se normalizaron las relaciones sino-laosianas. En 2017, China invirtió en Laos en el marco de su Iniciativa de la Franja y la Ruta.

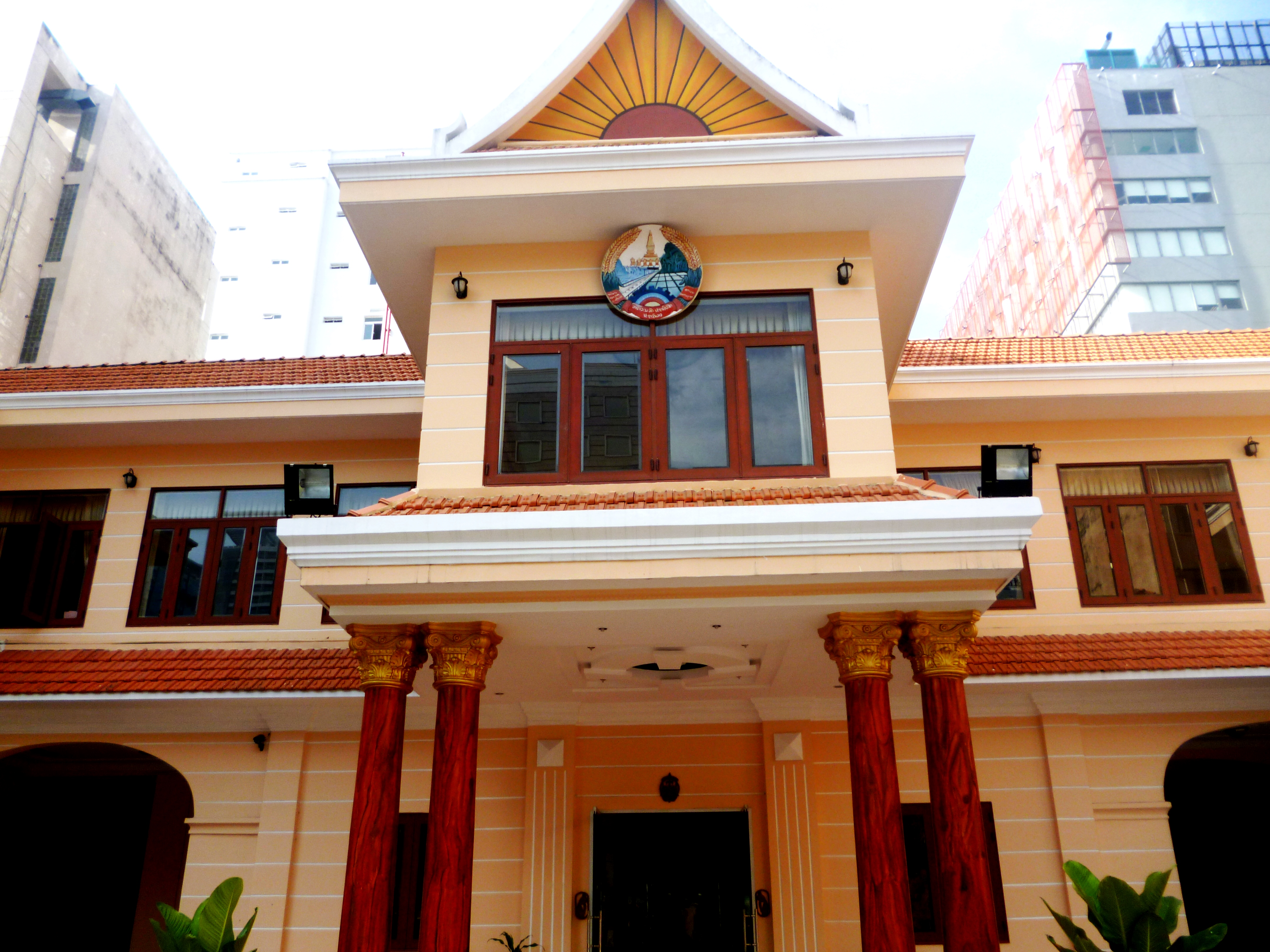
Consulado de Laos en Ho Chi Minh, Vietnam

Las relaciones entre Laos y Estados Unidos comenzaron oficialmente cuando Estados Unidos abrió una legación en Laos en 1950, cuando Laos era un estado semiautónomo dentro de la Indochina francesa. Estas relaciones se mantuvieron tras la independencia de Laos en 1954. El gobierno de Estados Unidos proporcionó más de 13,4 millones de dólares en ayuda exterior a Laos en el año fiscal 2006, en áreas que incluyen la remoción y limpieza de municiones sin explotar, salud e influenza aviar, educación, desarrollo económico y gobernabilidad. En diciembre de 2004, George W. Bush promulgó una ley por la que se ampliaban las relaciones comerciales normales con Laos. En febrero de 2005 entró en vigor un acuerdo comercial bilateral entre ambos países. Se ha producido un aumento consecuente de las exportaciones laosianas a Estados Unidos, aunque el volumen del comercio sigue siendo pequeño en términos absolutos. El comercio bilateral alcanzó los 15,7 millones de dólares en 2006, frente a los 8,9 millones de 2003.

### Derechos humanos
En materia de derechos humanos, respecto a la pertenencia a los siete organismos de la Carta Internacional de Derechos Humanos, que incluyen al Comité de Derechos Humanos (HRC), Laos ha firmado o ratificado:
| Laos | Tratados internacionales | Tratados internacionales  | Tratados internacionales | Tratados internacionales  | Tratados internacionales  | Tratados internacionales | Tratados internacionales    | Tratados internacionales | Tratados internacionales  | Tratados internacionales | Tratados internacionales  | Tratados internacionales | Tratados internacionales | Tratados internacionales | Tratados internacionales | Tratados internacionales  | Tratados internacionales | Tratados internacionales  |
| --- | ------------------------ | ------------------------- | ------------------------ | ------------------------- | ------------------------- | ------------------------ | --------------------------- | ------------------------ | ------------------------- | ------------------------ | ------------------------- | ------------------------ | ------------------------ | ------------------------ | ------------------------ | ------------------------- | ------------------------ | ------------------------- |
| Laos | CESCR                    | CESCR                     | CCPR                     | CCPR                      | CCPR                      | CERD                     | CED                         | CEDAW                    | CEDAW                     | CAT                      | CAT                       | CRC                      | CRC                      | CRC                      | CRC                      | MWC                       | CRPD                     | CRPD                      |
| Laos | CESCR                    | CESCR-OP                  | CCPR                     | CCPR-OP1                  | CCPR-OP2-DP               | CERD                     | CED                         | CEDAW                    | CEDAW-OP                  | CAT                      | CAT-OP                    | CRC                      | CRC-OP-AC                | CRC-OP-SC                | CRC-OP-CP                | MWC                       | CRPD                     | CRPD-OP                   |
| Pertenencia | Firmado y ratificado.    | Ni firmado ni ratificado. | Firmado y ratificado.    | Ni firmado ni ratificado. | Ni firmado ni ratificado. | Firmado y ratificado.    | Firmado pero no ratificado. | Firmado y ratificado.    | Ni firmado ni ratificado. | Firmado y ratificado.    | Ni firmado ni ratificado. | Firmado y ratificado.    | Firmado y ratificado.    | Firmado y ratificado.    | Sin información.         | Ni firmado ni ratificado. | Firmado y ratificado.    | Ni firmado ni ratificado. |
| Firmado y ratificado, firmado, pero no ratificado, ni firmado ni ratificado, sin información, ha accedido a firmar y ratificar el órgano en cuestión, pero también reconoce la competencia de recibir y procesar comunicaciones individuales por parte de los órganos competentes. |                          |                           |                          |                           |                           |                          |                             |                          |                           |                          |                           |                          |                          |                          |                          |                           |                          |                           |

Mapa con las principales ciudades.

Las minas antipersonas que fueron lanzadas masivamente por la Fuerza Aérea de los EE. UU. continuaron causando muchas bajas mucho tiempo después del final de la guerra. Con una tasa de no explosión del 20% al 30% en el impacto, permanecieron dispersos en la mayor parte del país, cobrándose entre varios cientos y veinte mil víctimas al año, con una tasa de mortalidad de alrededor del 50%. Varios países prestaron asistencia a la República Democrática Popular Lao, incluida la creación del Grupo Consultivo sobre Minas. (MAG), con sede en el Reino Unido. Sin embargo, la prensa británica señala que los Estados Unidos se negaron a revelar al MAG las "instrucciones y procedimientos de desactivación", todavía clasificadas como secreto de defensa a principios de la década de 2000.

## Geografía
Laos es un Estado sin litoral en el sudeste de Asia y el paisaje, densamente arbolado, consiste, sobre todo, en montañas rugosas, la más alta de las cuales es Phou Bia con 2820 metros de altitud, con algunas llanuras y mesetas.

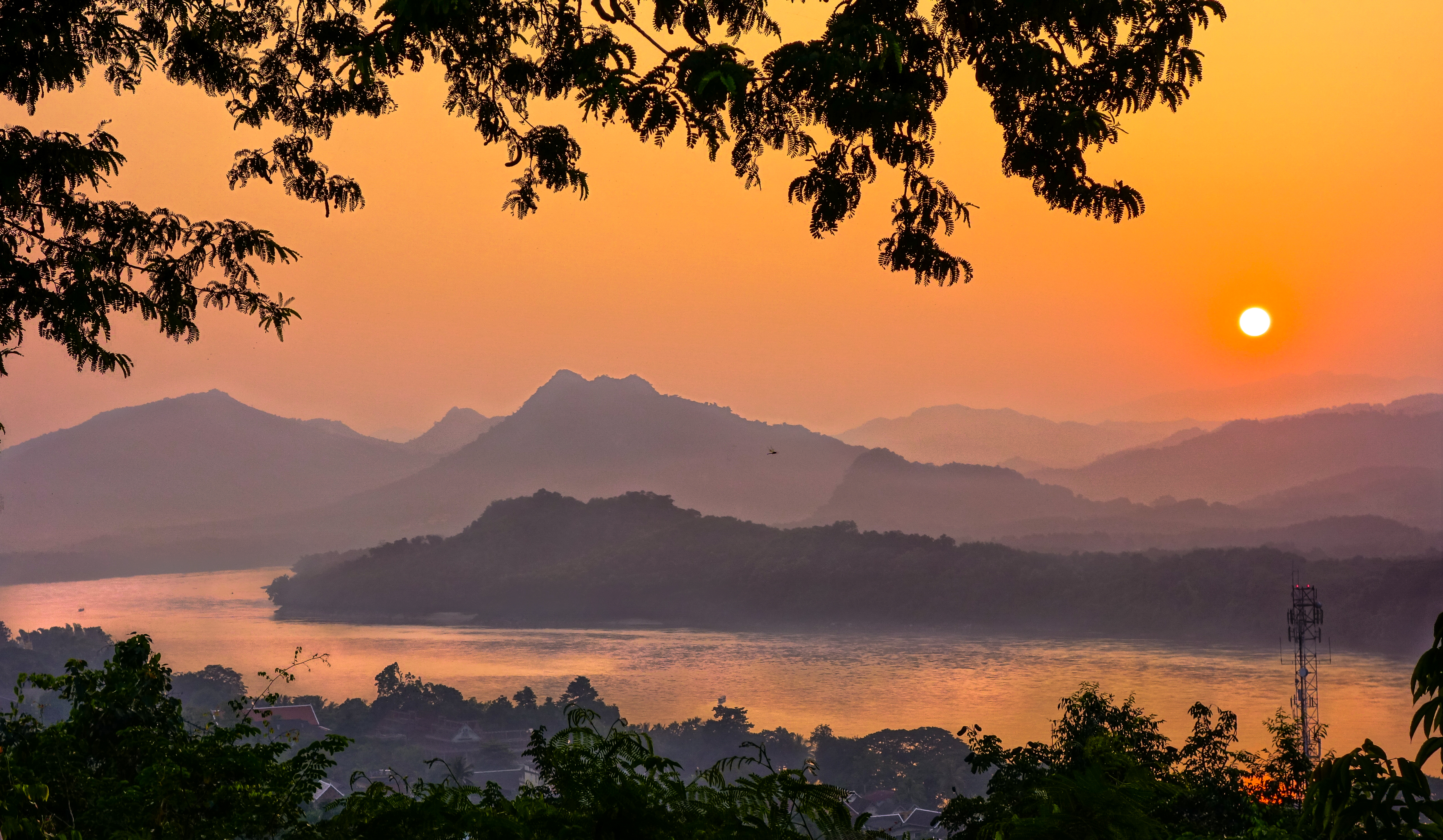
El Río Mekong a su paso por Laos

El río Mekong forma una parte del límite occidental con Tailandia, mientras que las montañas de la Cordillera Annamita forman la mayor parte de la frontera este con Vietnam.
El clima local es tropical y caracterizado por monzones; hay una temporada lluviosa de mayo a noviembre, seguida de una temporada seca de diciembre a abril.
Alrededor del 65% de la superficie está cubierta por una densa vegetación propia de las selvas subtropicales. La capital y la ciudad más grande de Laos es Vientián. También son importantes Luang Prabang, Savannakhet y Pakse.

### Flora

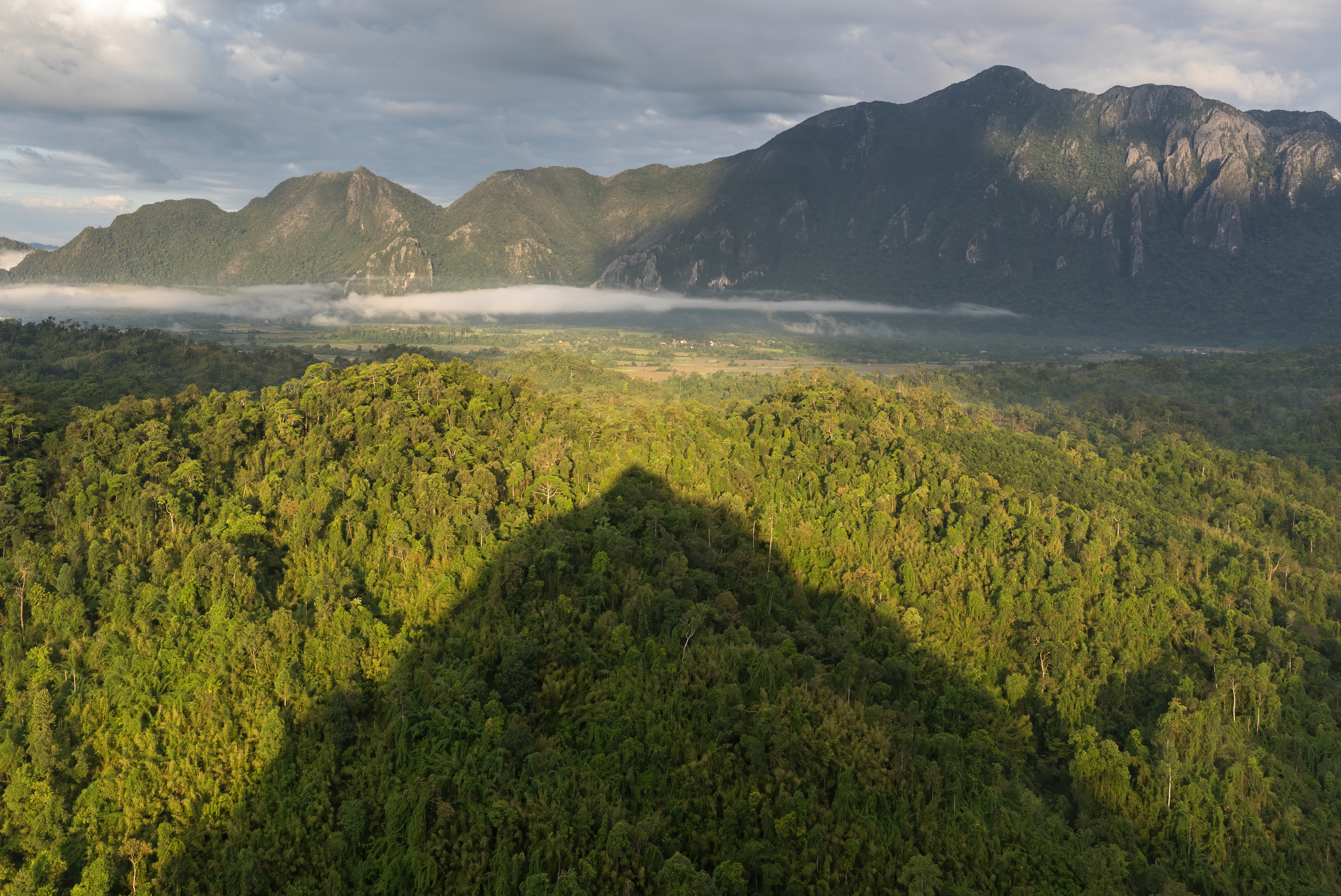
Bosques en la provincia de Vientián

Gran parte de Laos aún conserva sus bosques tropicales y subtropicales secos naturales de hoja ancha, y algunas zonas consisten en bosques secundarios que crecen donde se ha extraído madera del bosque primario. En general, las partes superiores del dosel están dominadas por las copas en forma de coliflor de altos dipterocarpos con troncos desprovistos de ramas.
Los niveles medios están formados por otros árboles de frondosas, como teca, caoba, Heritiera javanica, Tetrameles nudiflora, Ficus y Pterocarpus. El sotobosque está formado por árboles más pequeños, bambúes, arbustos y hierbas. Cerca de los arroyos hay matorrales de bambú; Laos es rico en especies de bambú, y donde se ha extraído madera del bosque primario, los bambúes tienden a dominar en el bosque secundario de nuevo crecimiento. En las regiones más húmedas y altas del norte de Laos, domina el ciprés de Fujian, que sustenta una densa cubierta vegetal de musgos y helechos.

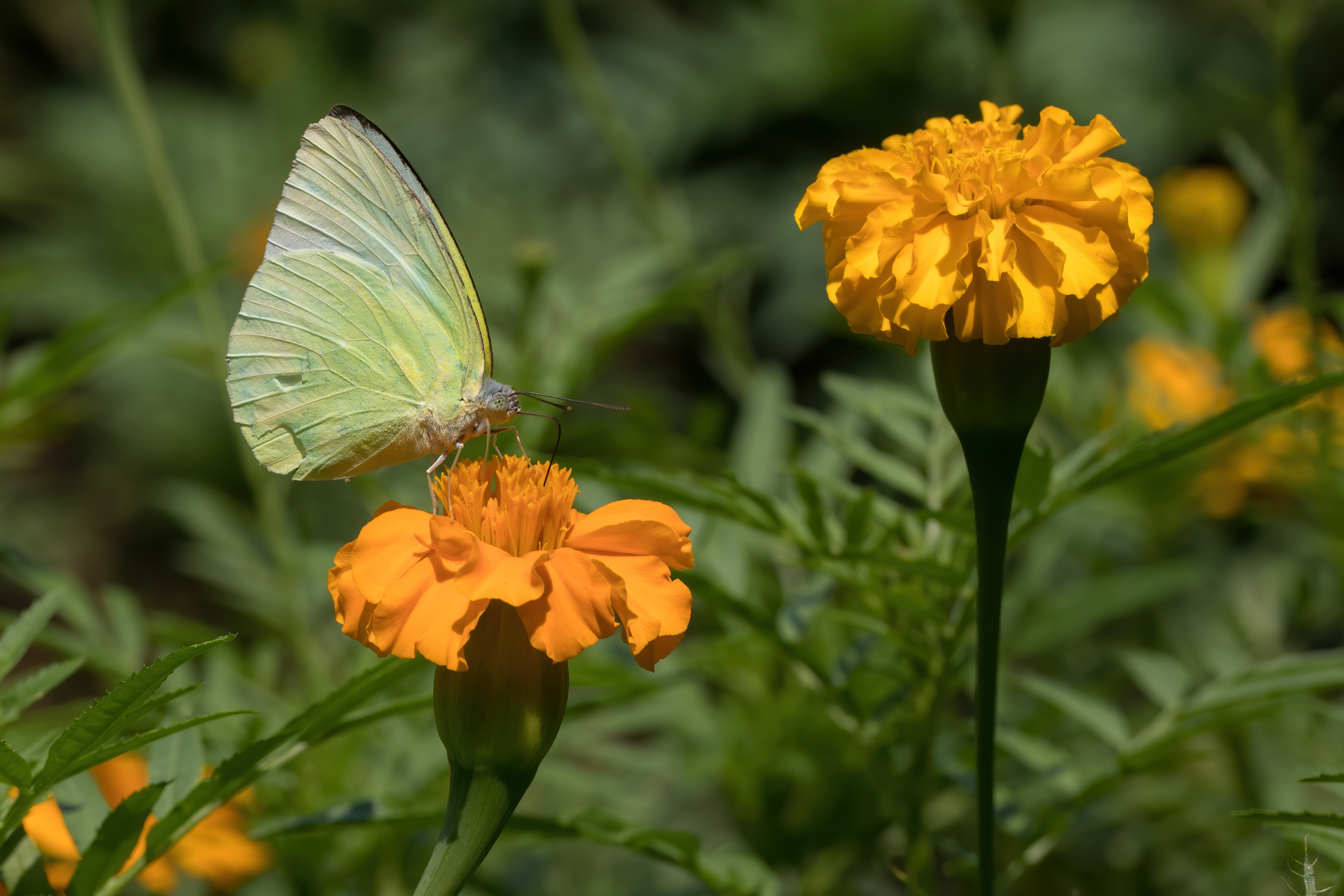
Mariposa Catopsilia pomona, en una flor amarilla de la especieTagetes lucida en Laos.

 En los montes Annamite hay bosque tropical húmedo porque las precipitaciones son más abundantes y se distribuyen de forma más uniforme a lo largo del año. Las especies dominantes son Elaeocarpus, Podocarpus, robles, magnolias, camelias y laureles, muchas de las cuales son endémicas de esta cadena montañosa. En las partes altas de la cordillera hay bosques de pinos, y las nieblas que a menudo envuelven estos bosques nubosos favorecen el crecimiento de exuberantes musgos y helechos en la hojarasca profunda, y de epífitas en las ramas.
En el sur del país hay bosques tropicales de pinos, y en la meseta meridional hay bosques caducifolios más abiertos, con un crecimiento menos denso en el nivel medio y más arbustos, hierbas y gramíneas en la parte inferior
Aquí crece la orquídea del bambú, y el pino blanco vietnamita es un árbol poco común que puede verse en la zona de conservación de Nakai-Nam Theun, en el centro de Laos. Es una de las dieciséis especies de coníferas presentes en el país.

### Fauna

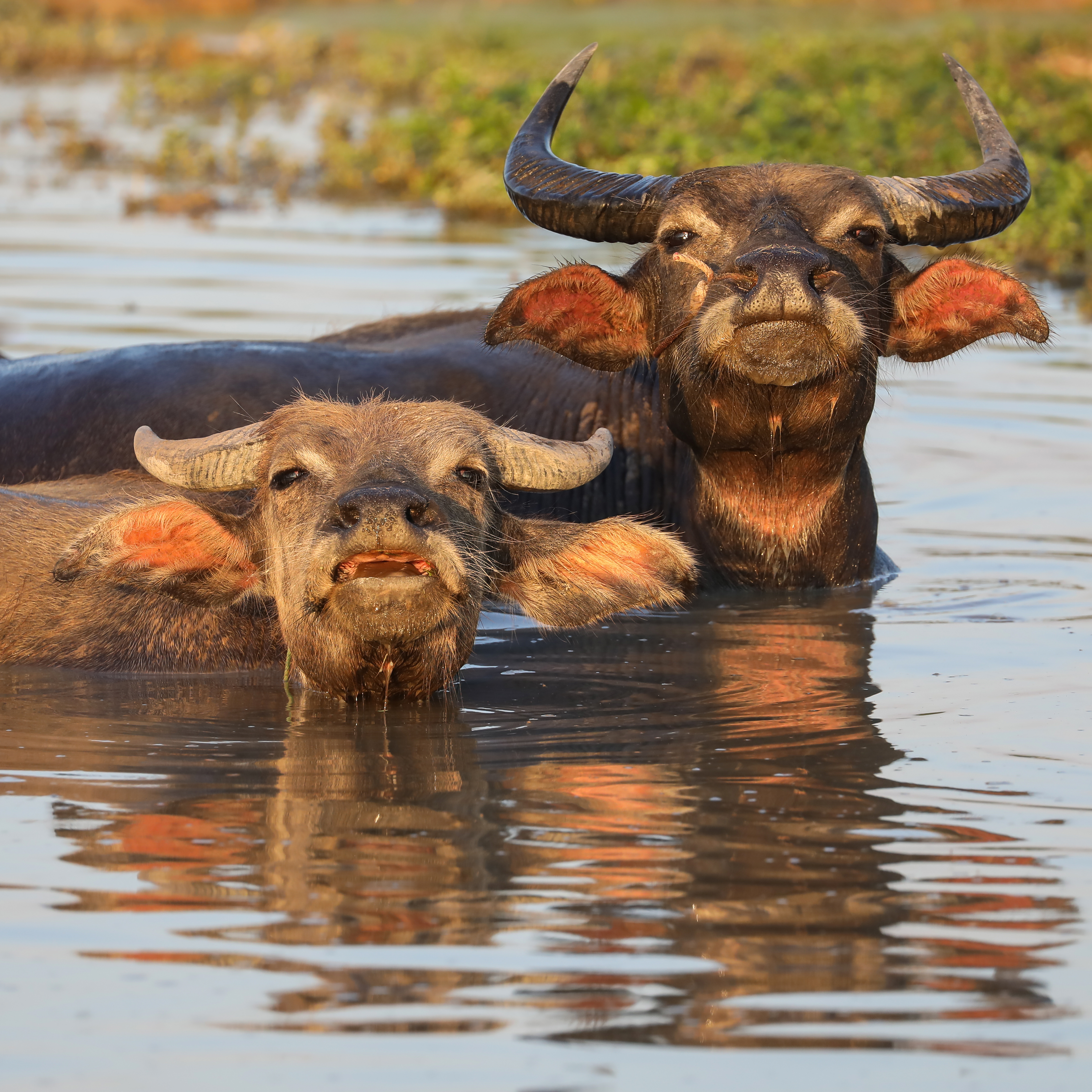
Dos búfalos de agua (Bubalus bubalis) en Si Phan Don, Laos

En Laos abundan los grandes mamíferos, como el elefante asiático (Elephas maximus) y el tigre de Indochina (Panthera tigris corbetti). Hay dos especies de osos, el oso sol (Helarctos malayanus) y el oso negro asiático (Ursus thibetanus). Entre los carnívoros más pequeños destacan el gato leopardo (Prionailurus bengalensis), el gato jaspeado (Pardofelis marmorata) y el tejón cerdo (Arctonyx collaris).
Entre los ungulados destacan el cerdo barrigón (Sus scrofa domestica), el rinoceronte de Java (Rhinoceros sondaicus), el banteng (Bos javanicus), el kouprey (Bos sauveli), el saola (Pseudoryx nghetinhensis), el muntjac indio (Muntiacus muntjak), el muntjac gigante (Muntiacus vuquangensis) y el muntjac de Truong Son (Muntiacus truongsonensis). Hay muchos roedores, como la rata de los arrozales (Rattus argentiventer) y la recientemente descubierta rata calcárea de Pauline (Saxatilomys paulinae), la ardilla voladora gigante de Laos (Biswamoyopterus laoensis) y la rata de roca de Laos (Laonastes aenigmamus), esta última un taxón de Lázaro. El murciélago falso vampiro menor (Megaderma spasma) se encuentra en Laos, y entre las especies endémicas de murciélagos destaca el murciélago nariz de hoja de Phou Khao Khouay (Hipposideros khaokhouayensis). El gimnuro de orejas largas (Hylomys megalotis) es otro mamífero endémico de Laos.

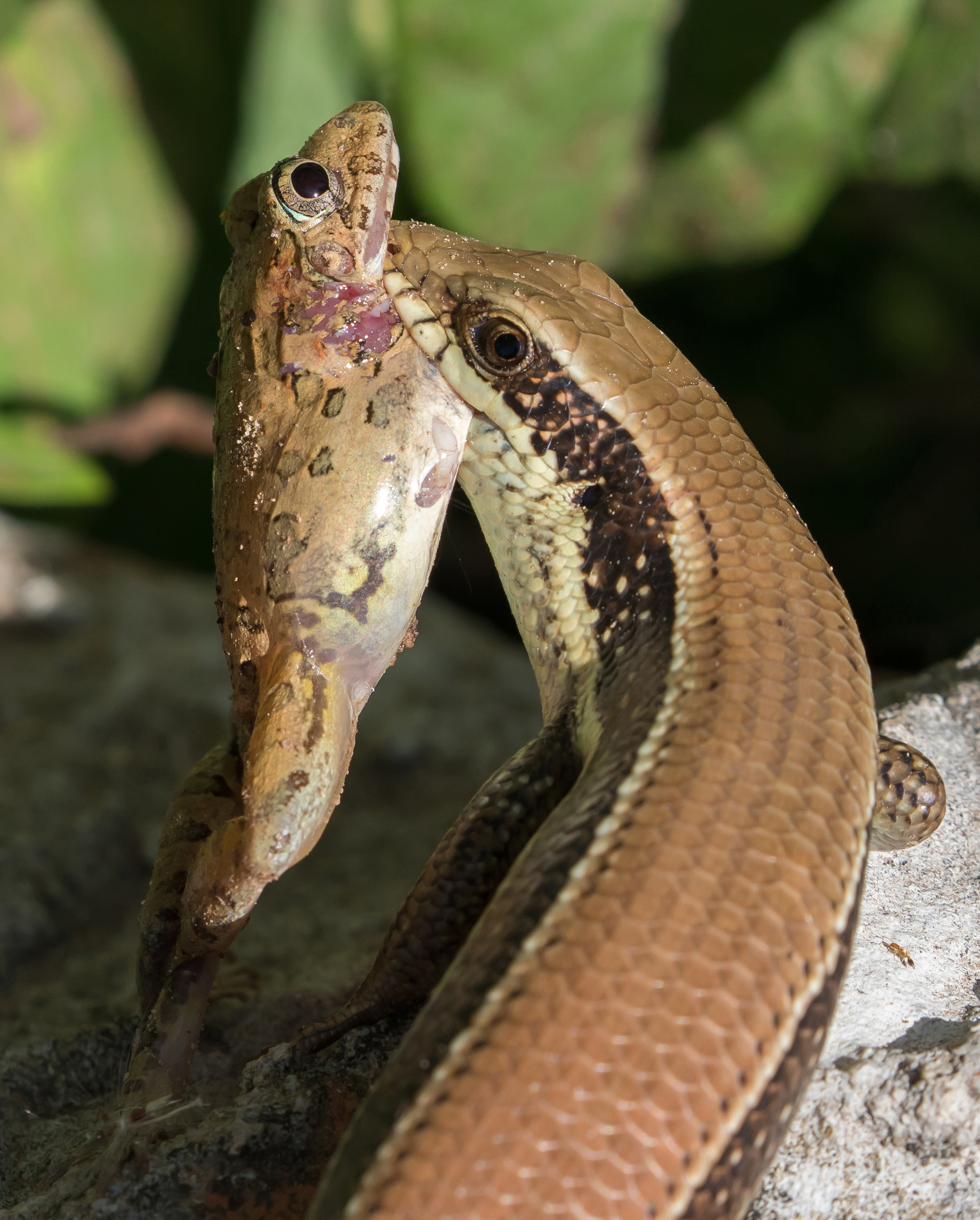
Un reptil Eutropis comiendo un sapo en Laos

Entre los primates presentes en Laos figuran el langur hatinh (Trachypithecus hatinhensis), el lutung plateado (Trachypithecus cristatus) y el douc de penacho rojo (Pygathrix nemaeus), así como siete especies de gibón; el gibón lar (Hylobates lar), el gibón pileado (Hylobates pileatus), el gibón de mejillas blancas septentrional (Nomascus annamensis), el gibón de cresta negra (Nomascus concolor), el gibón de mejillas amarillas (Nomascus gabriellae), el gibón de mejillas blancas septentrional (Nomascus leucogenys) y el gibón de mejillas blancas meridional (Nomascus siki).
Las serpientes presentes en Laos son la pitón reticulada (Python reticulatus) y las víboras de fosetas Deinagkistrodon (D. acutus), la víbora de la montaña china (Ovophis monticola), la víbora de Jerdon (Protobothrops jerdonii), la víbora de tres cuernos (Protobothrops sieversorum), la víbora arborícola verde china (Trimeresurus stejnegeri) y la víbora de manchas marrones (Protobothrops mucrosquamatus).
Otros reptiles son dos lagartos monitores, el monitor de Bengala (Varanus bengalensis) y el monitor de agua asiático (Varanus salvator). El cocodrilo siamés (Crocodylus siamensis), en peligro crítico de extinción, habita en ríos y pantanos, la tortuga alargada (Indotestudo elongata) y dos especies de tortugas, la tortuga de caja de Amboina (Cuora amboinensis) y la tortuga gigante de Cantor (Pelochelys cantorii).
En Laos abundan los anfibios, algunos de ellos descubiertos recientemente, como muchas ranas y el cecilio del Alto Laos (Ichthyophis laosensis), el tritón verrugoso de Laos (Paramesotriton laoensis) y el tritón nudoso de Laos (Tylototriton notialis).

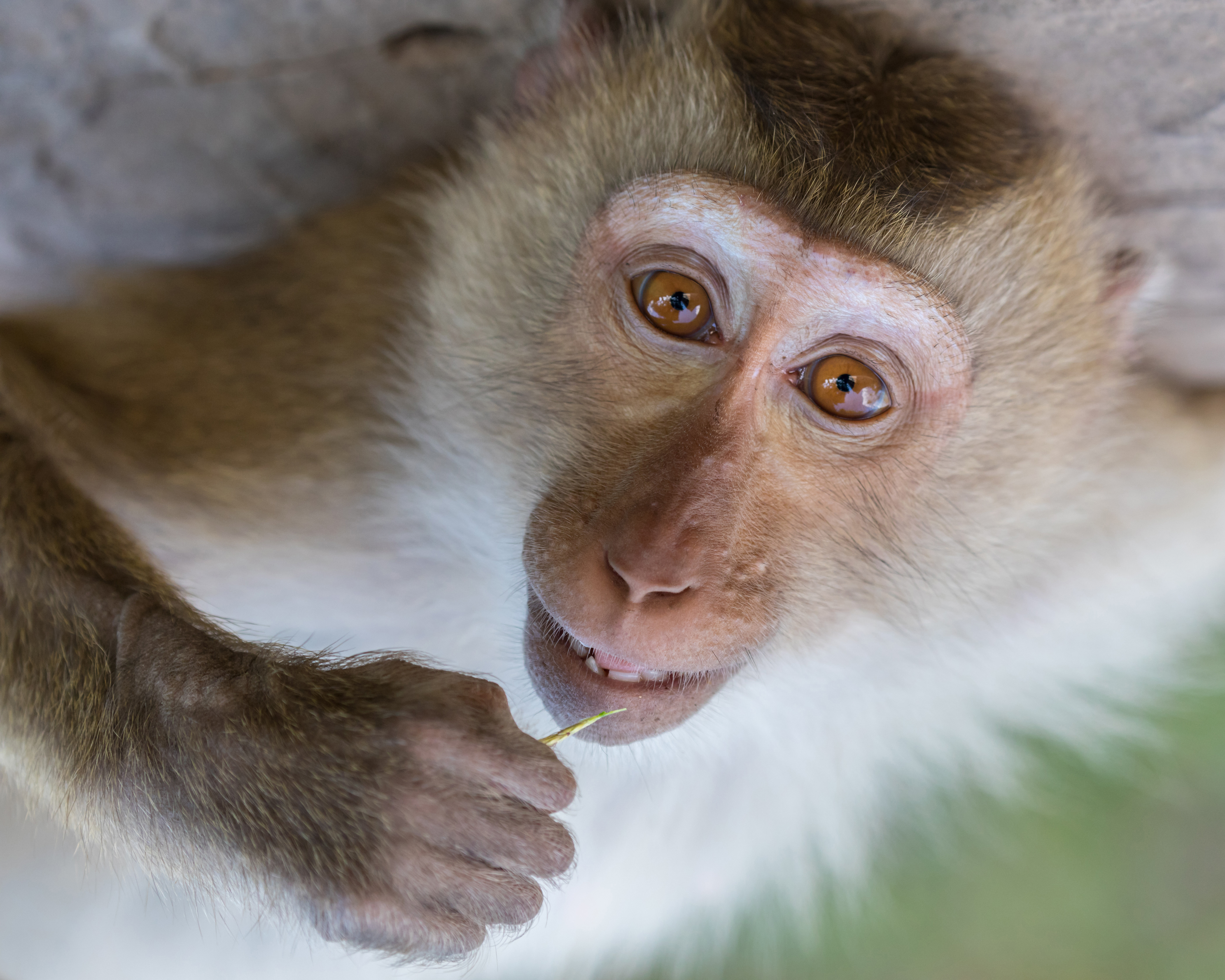
Un Macaco Cangrejero (Macaca fascicularis) en Laos

El siluro gigante del Mekong (Pangasianodon gigas) es una especie de pez en peligro crítico de extinción que habita en el río Mekong. Varias lochas y guppys son endémicos del país, al igual que Poropuntius bolovenensis, Tor ater, Acrossocheilus xamensis, Speolabeo musaei y Troglocyclocheilus khammouanensis.
En Laos se han registrado unas 740 especies de aves. La única especie endémica conocida es el bulbul de cara descubierta (Pycnonotus hualon). Entre las especies en peligro de extinción que se dan en el país se encuentran el pato de alas blancas (Cairina scutulata), el pavo real (Pavo muticus), el ayudante mayor (Leptoptilos dubius), el ibis de hombros blancos (Pseudibis davisoni), el ibis gigante (Pseudibis gigantea), Heliopais personatus, Tringa guttifer, Sterna acuticauda, Trochalopteron yersini y Emberiza aureola, así como cuatro especies de buitres; el buitre de cabeza roja (Sarcogyps calvus), el buitre de rabadilla blanca (Gyps bengalensis), el buitre indio (Gyps indicus) y el buitre de pico fino (Gyps tenuirostris).

### Cuestiones medioambientales

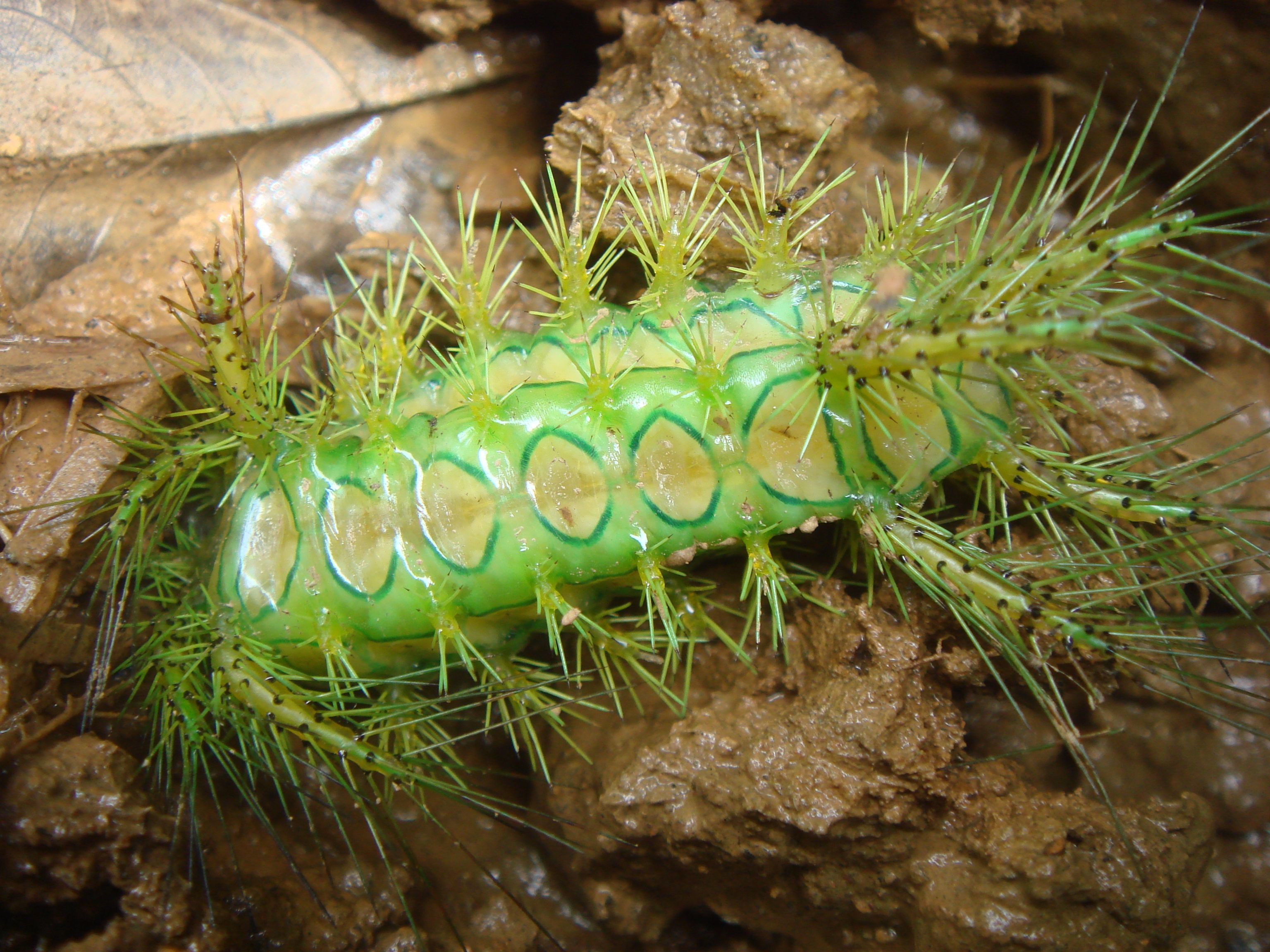
Oruga verde con grandes espinas en Laos

Laos contaba con 125 610 km² de bosques, que representaban un 54,4% del territorio nacional (en el año 2000).[cita requerida] El país cuenta con un buen sistema de áreas protegidas que abarcan el 20% del territorio nacional. La fauna abunda en tigres, leopardos, búfalos y elefantes; estos últimos son utilizados como animales de carga.
Esta gran biodiversidad se encuentra amenazada por el floreciente comercio ilegal: Laos es el único país de la región que no ha firmado el acuerdo de CITES que prohíbe dicho comercio. Además gran parte de los bosques del país se encuentran vacíos de vida, debido a que la población rural cazó con trampas y se comió a casi todos los animales grandes que había, con la excepción de algunos muntiacus.
No solo el comercio ilegal amenaza la vida silvestre, la deforestación y la erosión del suelo han provocado la desaparición de zonas verdes. Un 0,41% de los bosques se perdieron entre 1990 y 2000; un alto crecimiento de la población, la explotación forestal con fines comerciales (árboles para la producción de látex o caucho reemplazan a los bosques nativos) y, la tala y quema de bosques contribuyeron a esta deforestación. 

Esta tendencia no se ha reducido durante los años recientes, pues la mayoría de la población depende de la agricultura de tala y quema para sobrevivir. Además el 80% del consumo de energía del país proviene de la leña y del carbón. Las altas tasas de deforestación han provocado un aumento de la erosión, con sus consecuencias en los suelos y en las fuentes de agua potable.

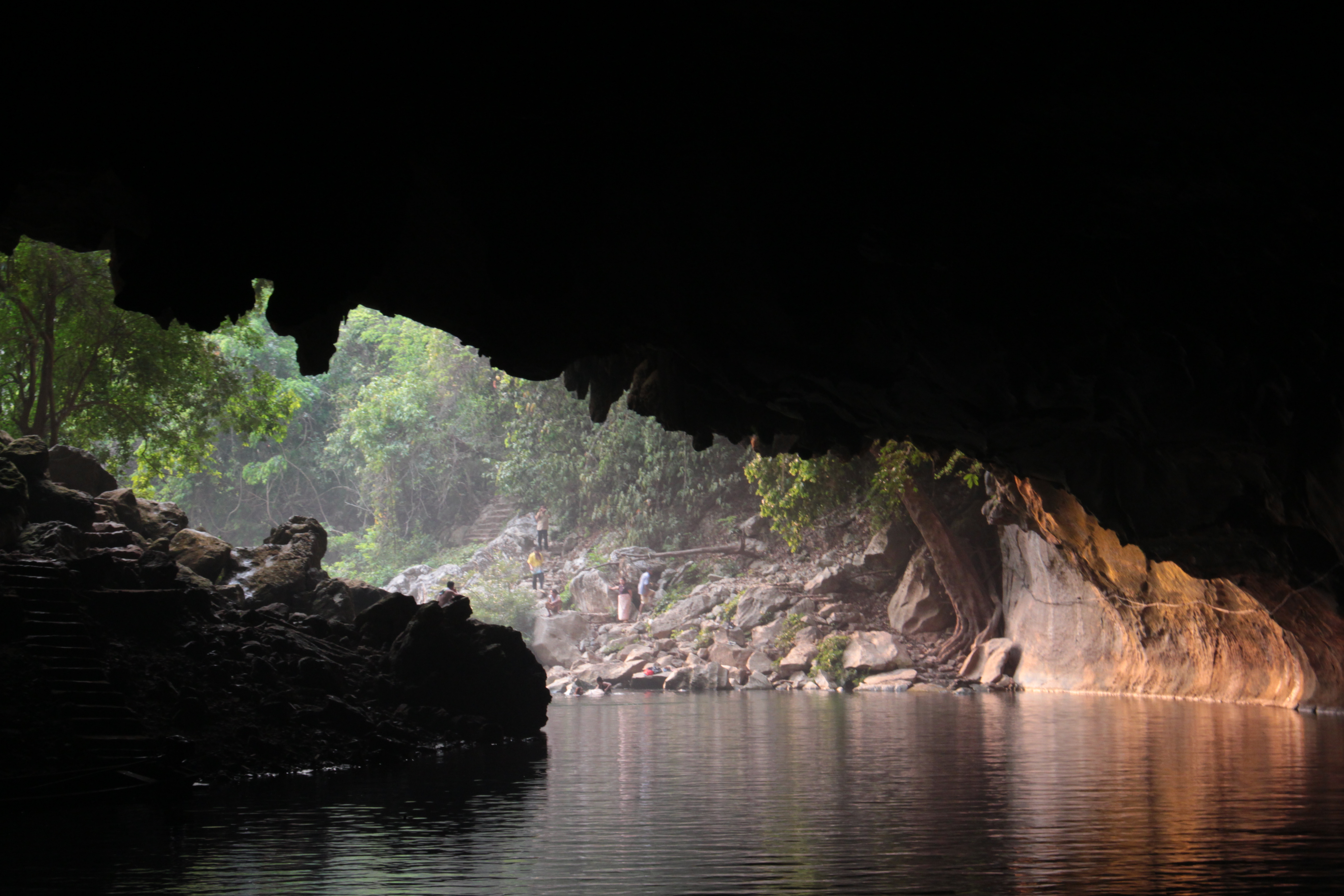
La Cueva de Kong Lor con 7 km de longitud es la más larga de Laos

### Clima
Laos tiene un clima tropical, con una pronunciada estación lluviosa de mayo a octubre, una estación seca y fresca de noviembre a febrero y una estación seca y calurosa en marzo y abril. Generalmente, los monzones se producen al mismo tiempo en todo el país, aunque ese momento puede variar significativamente de un año a otro.
Las precipitaciones varían de una región a otra, y las cantidades más elevadas -3.700 milímetros anuales- se registran en la meseta de Bolovens, en la provincia de Champasak. Las estaciones pluviométricas de las ciudades registran una media anual de 1.440 milímetros en Savannakhét; Vientián recibe unos 1.700 milímetros y Louangphrabang (Luang Prabang), unos 1.360 milímetros.
Las precipitaciones no siempre son adecuadas para el cultivo del arroz, y el promedio relativamente alto de precipitaciones oculta años en los que las lluvias pueden ser sólo la mitad o menos de lo normal, lo que provoca descensos significativos en los rendimientos. Estas sequías suelen ser regionales, por lo que la producción no se ve afectada en otras partes del país.
Las temperaturas medias en enero, el mes más fresco, son, Luang Prabang 20,5 °C (mínima de 0,8 °C), Vientián 20,3 °C (mínima de 3,3 °C), y Pakse 23,9 °C (mínima de 7,8 °C); las temperaturas medias para abril, normalmente el mes más caluroso, son, Luang Prabang 28,1 °C (máxima de 44,8 °C), Vientián 42,5 °C.La temperatura varía en función de la altitud, con un descenso medio de 1,7 °C por cada 300 metros. Las temperaturas en las mesetas de las tierras altas y en las montañas se consideran más bajas que en las llanuras alrededor de Vientian.
Laos es muy vulnerable a los efectos del cambio climático global; casi todas las provincias del país corren un alto riesgo de sufrirlo.

### Recursos naturales

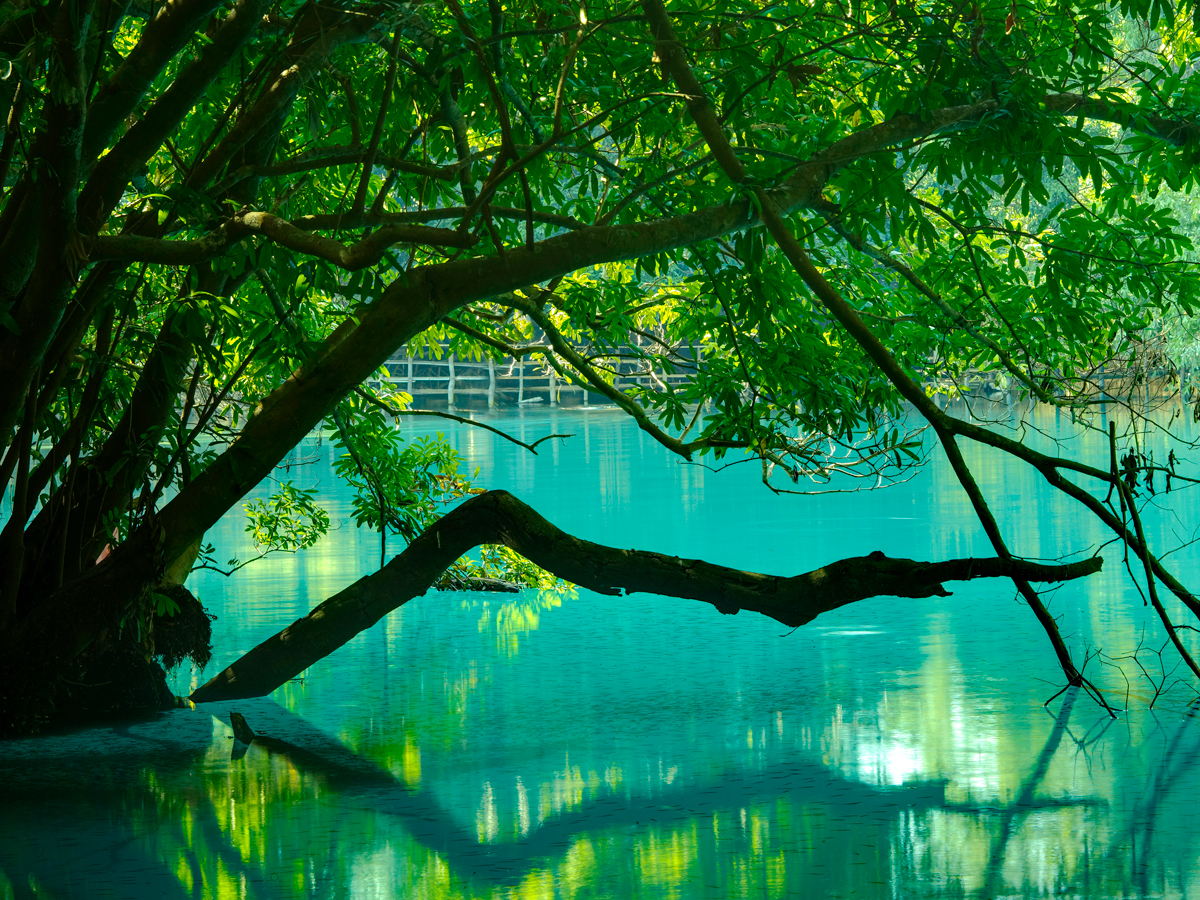
El Lago Khoun kong Leng

Laos tiene una gran superficie forestal. Sus selvas albergan maderas de gran valor, principalmente teca. Estas selvas cuentan con varias especies de animales que son aprovechadas por los habitantes rurales, sin embargo los ciervos y muntíacos más grandes han sido exterminados.
El país cuenta con recursos minerales escasos, pero posee buenas reservas de estaño. También tiene un gran potencial de energía hidroeléctrica. Por todo el país hay grandes extensiones de suelos fértiles aptos para la agricultura, sin embargo hay muchos suelos erosionados o en proceso de erosión. Las principales áreas con suelos fértiles se encuentran en los valles del río Mekong y en la meseta de Bolaven. Las aguas del Mekong riegan vastas extensiones de cultivos de arroz y proporcionan una abundante pesca, una de las fuentes básicas de alimento del país.

### Organización territorial
Laos se divide en 17 provincias (khoueng) y una prefectura (kampheng nakhon). A su vez, las provincias y la prefectura se dividen en distritos (muang) y aldeas (baan). La capital se encuentra en la prefectura de Vientián, que a su vez está ubicada en la provincia del mismo nombre. La actual organización territorial es la siguiente:

Organización territorial del país desde 2013.

1. Prefectura de Vientián
2. Provincia de Phongsali
3. Provincia de Luang Namtha
4. Provincia de Oudomxai
5. Provincia de Bokeo
6. Provincia de Luang Prabang
7. Provincia de Houaphan
8. Provincia de Sainyabuli
9. Provincia de Xiangkhoang
10. Provincia de Vientián
11. Provincia de Bolikhamxai
12. Provincia de Khammouan
13. Provincia de Savannakhet
14. Provincia de Salavan
15. Provincia de Sekong
16. Provincia de Champasak
17. Provincia de Attapu
18. Provincia de Xaisomboun

## Economía
El gobierno de Laos, de organización política y económica socialista comenzó a descentralizar el control y alentar la empresa nacional en 1986. Los resultados, que comenzaron de una base sumamente baja, fueron asombrosos.
Laos se abrió a los "nuevos mecanismos económicos" en 1986. El Código de Inversiones fue promulgado en la estela en 1988. Abre la economía a la participación extranjera y promueve las nociones de beneficio, rentabilidad y productividad. Desde entonces, la empresa privada ha sido considerada como el centro del "nuevo sistema de gestión económica". En 1989 se adoptó un primer Programa de Ajuste Estructural con el apoyo del FMI y el Banco Mundial. Desde 2009, Estados Unidos reconoce a Laos como un país respetuoso de la economía de mercado. Gracias a este reconocimiento, las empresas estadounidenses que invierten en el país pueden recibir ayudas públicas.

El crecimiento fue de un promedio del 7% en el periodo 1988-2001, excepto durante un corto lapso, a causa de la crisis financiera asiática de 1997.

Desarrollo del PIB per cápita en Laos

A pesar de este índice de crecimiento alto, Laos es un país con una infraestructura primitiva, pues no tiene ferrocarriles, posee un rudimentario sistema de caminos, y limitadas telecomunicaciones externas e internas.[cita requerida] La electricidad no está disponible en muchas áreas rurales.
La agricultura de subsistencia implica la mitad del PIB y proporciona el 80% del empleo total. La economía recibe la ayuda del Fondo Monetario Internacional, otras fuentes internacionales y de la nueva inversión extranjera en los sectores de procesamiento de alimentos y de minería.
Los campesinos laosianos temen producir y cultivar sus tierras debido a la cantidad de minas antipersona activas provenientes de los Estados Unidos. De cuatro millones, solo se ha desactivado el uno por ciento.[cita requerida]
Según el Índice mundial de innovación, a cargo de la Organización Mundial de la Propiedad Intelectual, en 2024, Laos se ubicó en lugar 111 en innovación entre 133 países del mundo; mientras que en 2023 ocupó el lugar 110 y el lugar 112 en 2022.

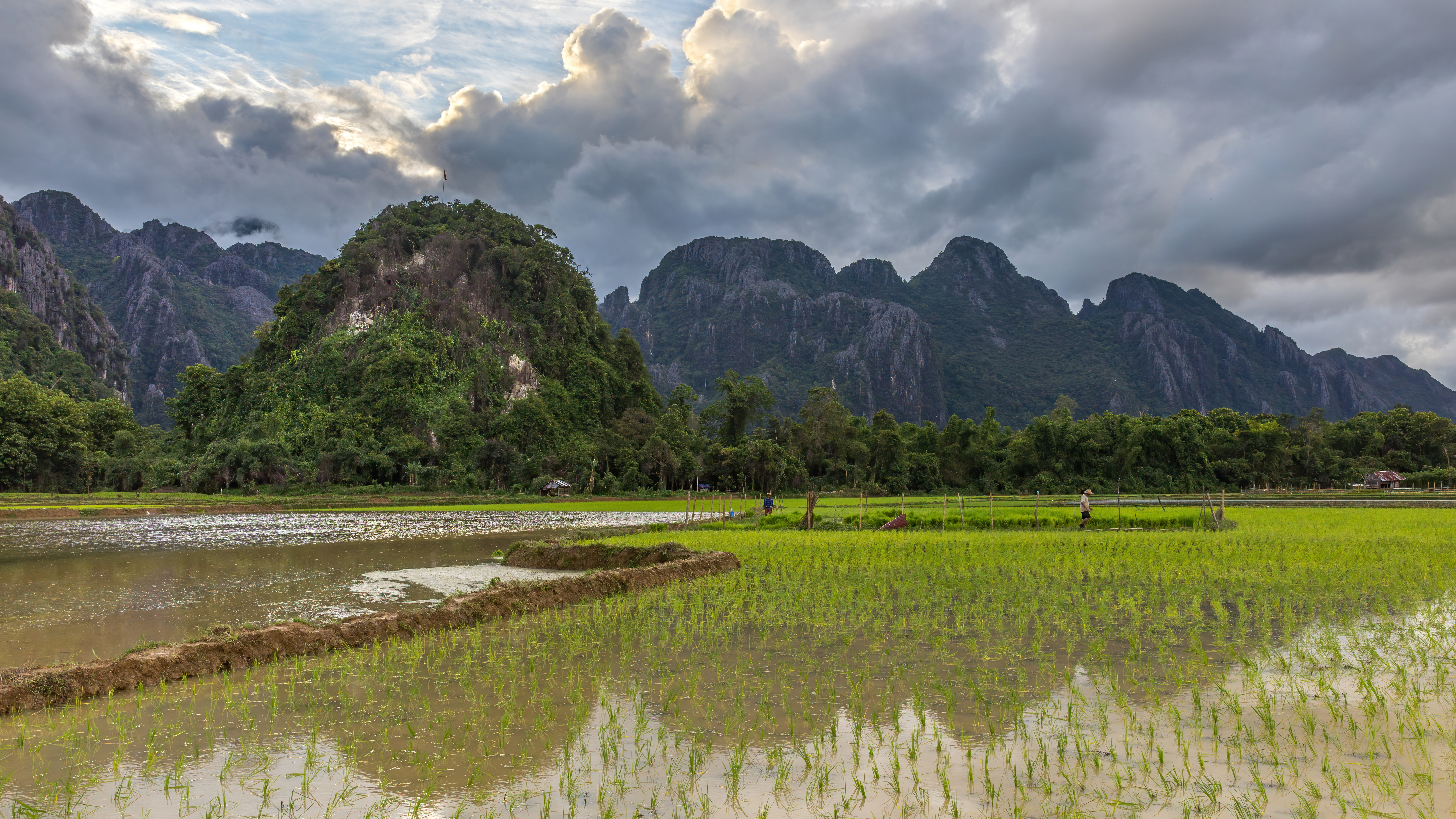
Arrozales verdes y montañas kársticas al atardecer con nubes en Vang Vieng en Laos

### Agricultura
La agricultura es la principal actividad económica del país. El arroz es el principal cultivo orientado a la alimentación, la cosecha anual en 2006 era de 2 660 000 t, que sin embargo, no era suficiente para cubrir las necesidades nacionales.[cita requerida]
Otros cultivos importantes son los de fruta (210 615 t, entre las que se destacan están la piña y los cítricos), maíz (210 000 t), tapioca (66 000 t) y papas (36 000 t).
Laos puede describirse como un Estado agrícola debido a las elevadas cifras de empleo que sigue registrando el sector agrícola, a pesar de la tendencia actual a la disminución de la importancia económica de la agricultura. Las regiones especialmente aptas para la agricultura son las llanuras aluviales del río Mekong y sus afluentes, y la meseta de Bolavens, en el sur de Laos. Los suelos de otras regiones del país son menos fértiles.

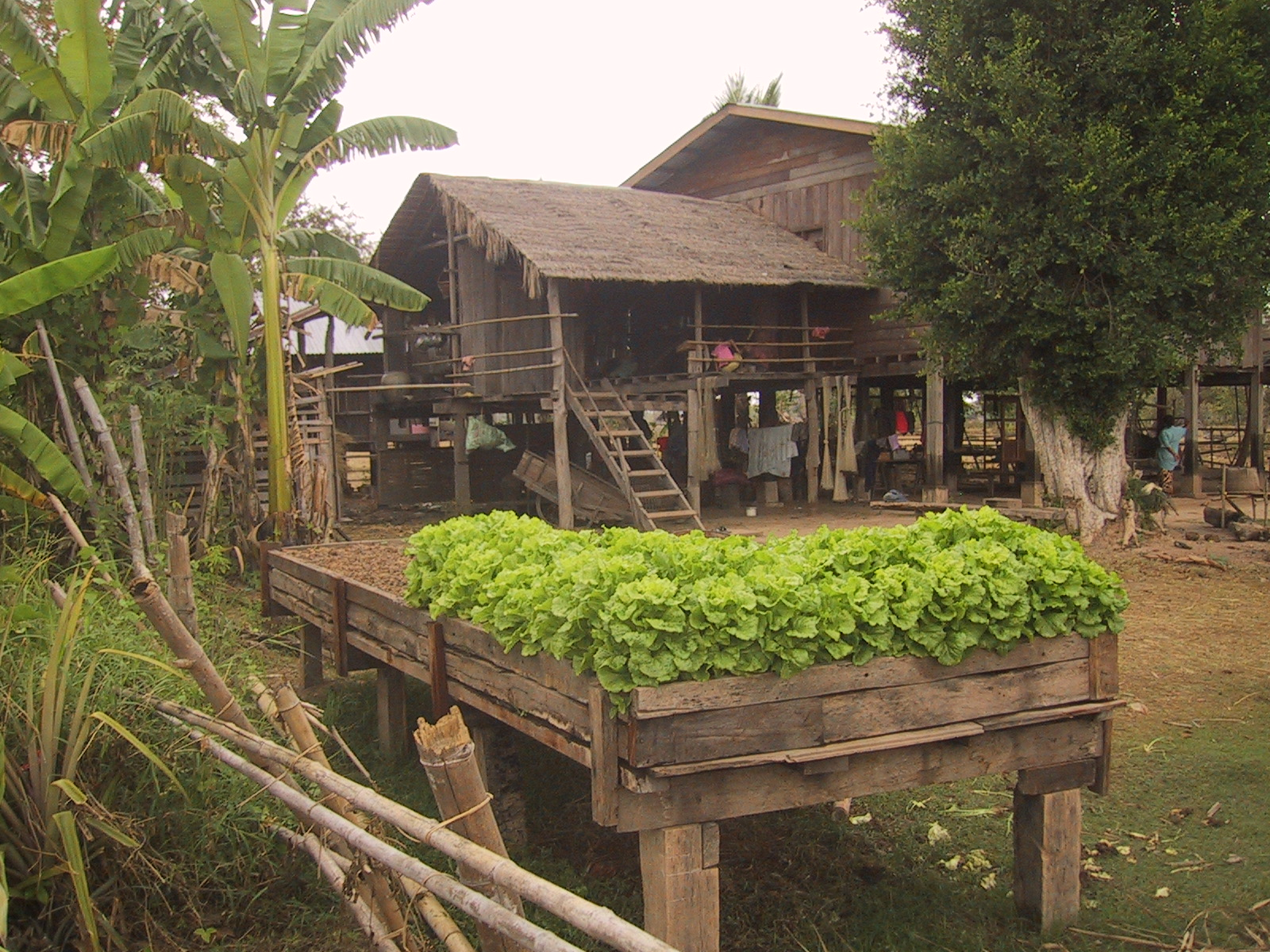
Lechuga verde en un huerto en Laos

Todo el sector agrícola está en manos privadas. Muchos de los hogares se dedican a la agricultura de subsistencia, sobre todo los de las zonas remotas, donde la falta de infraestructuras impide el acceso a los mercados. El arroz es el principal producto de la producción agrícola y representa alrededor del 40% del volumen total producido. Sólo el 10% del volumen producido se vende en los mercados, el resto lo consumen los propios agricultores. Laos cuenta con una gran biodiversidad de arroz: se conocen entre 3.000 y 4.000 variedades, la mayoría de las cuales pertenecen al arroz glutinoso.
Además de arroz, se cultiva maíz, papas, ñame, mandioca, judías mungo, soja, cacahuetes, algodón, azúcar, café y té.
La agricultura sólo se practica de forma intensiva en las llanuras del Mekong. Allí se encuentra también el 12 % de las tierras cultivables que pueden regarse artificialmente. Especialmente en las zonas remotas, no se utilizan ni pesticidas ni fertilizantes, y no hay regadío. Por estas razones, la producción de arroz es inferior a la de los países vecinos. En 2000 se cosecharon unos 2,2 millones de toneladas, lo que significa que el país es autosuficiente en arroz.
La ganadería genera alrededor de una quinta parte del PIB, aunque sólo se practica de forma extensiva y con poco esfuerzo. Los ganaderos suelen sufrir pérdidas cuando sus animales mueren por falta de atención veterinaria o la carne no es apta para la venta. Sin embargo, el potencial de crecimiento de este sector es muy alto. La situación es similar en el caso de la producción piscícola.
Laos es un exportador potencial de alimentos, teniendo en cuenta su densidad de población relativamente baja. Sin embargo, esto se ve contrarrestado actualmente por la forma de economía orientada a la subsistencia, las infraestructuras inexistentes o inadecuadas, la escasa formación de los agricultores y la falta de instituciones de crédito en el país.
Aproximadamente la mitad del país está cubierta de bosques, incluidas maderas preciosas tropicales que se utilizan para la fabricación de muebles. Además, del bosque se extraen especias como el cardamomo, ratán, medicinas y resinas de árboles.

### Ganadería
La ganadería también desempeña un papel económico importante. En 2005 la cabaña ganadera contaba con 1 827 000 cabezas de ganado porcino, 1 272 000 de ganado vacuno y 1 000 000 de búfalos de agua, así como 24 300 000 aves de corral, bueyes, caballos y elefantes.[cita requerida]

### Turismo

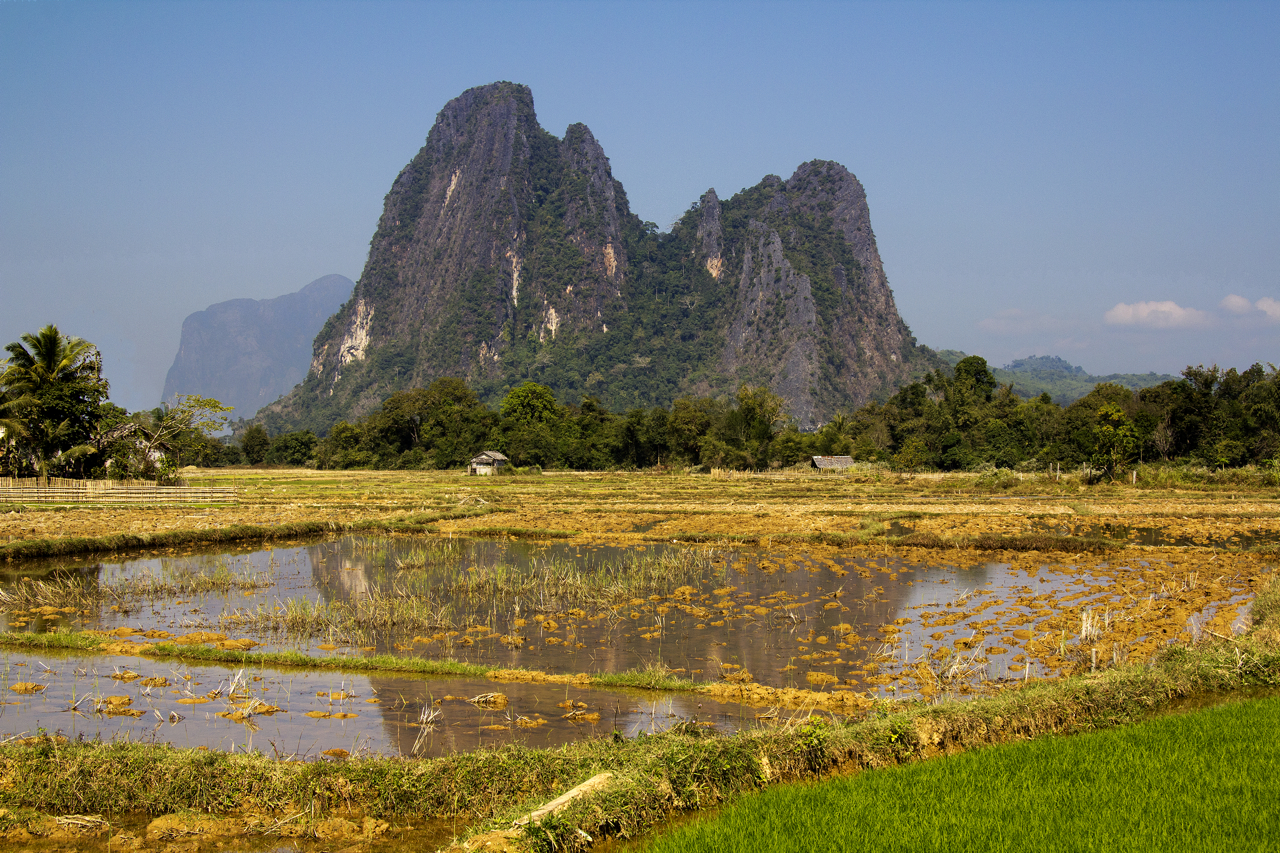
La Montaña Dorada en el distrito de Muang Fuang, provincia de Vientián

En los años recientes, el número de turistas ha crecido. Esto es porque los efectos de la guerra de Vietnam son menos aparentes hoy en día. Esto no quiere decir que no haya efectos todavía. Hay muchas opciones para explorar Laos y este país ofrece algo diferente para toda la gente que lo visita.
El sector del turismo ha crecido rápidamente, pasando de 80,000 visitantes internacionales en 1990, a 1,876 millones en 2010. En 2010, uno de cada 10,9 empleos fue en el sector turístico.

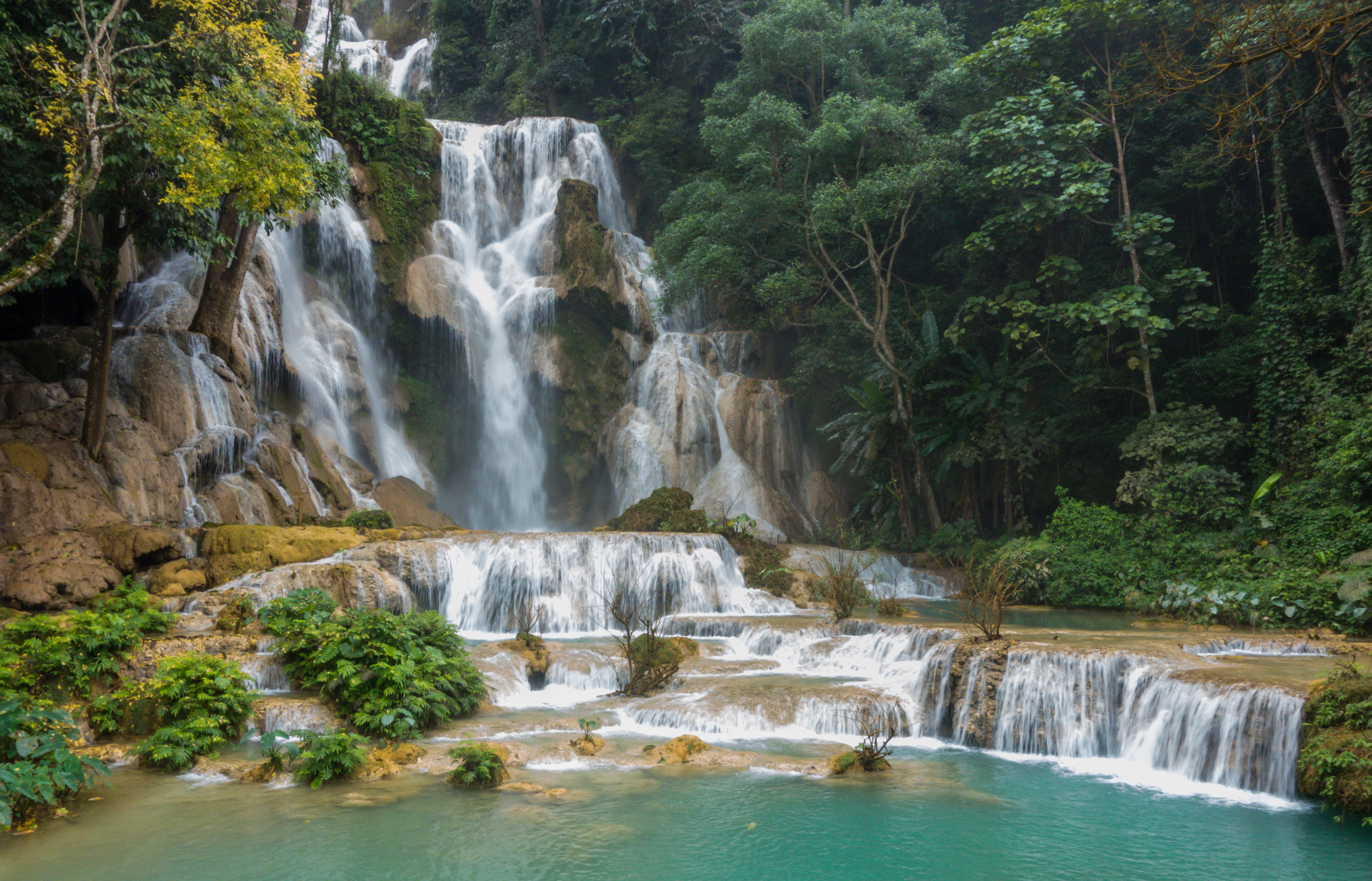
Las Cataratas de Kuang Si en Laos

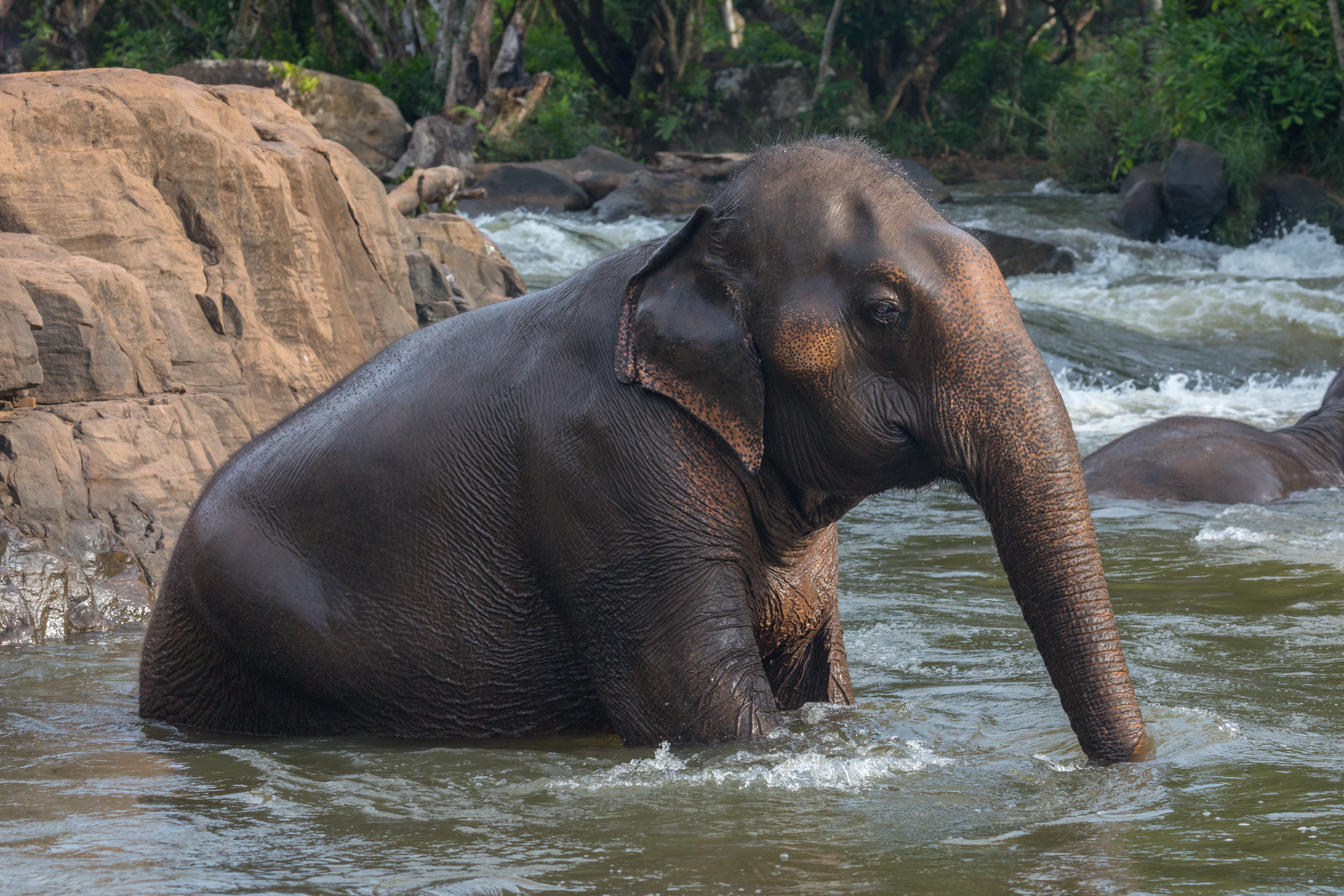
Elefante sentado bañándose en el río Tad Lo en Laos

El lema oficial del turismo es "simplemente hermoso". Las principales atracciones para los turistas incluyen la cultura budista y la arquitectura colonial en Luang Prabang; gastronomía y templos antiguos en la capital Vientián; mochileo en Muang Ngoi Neua y Vang Vieng; cultura e historia antigua y moderna en la región del ‘Páramo de las tinajas’; La historia de la guerra civil de Laos en Xam Neua; senderismo y visitar tribus de las montañas en algunas áreas, incluyendo Phongsaly y Luang Namtha; observación de tigres y vida silvestre en Nam Et-Phou Louey; cuevas y cascadas cerca de Thakhek; relajación, el delfín del río Irawadi y las Cataratas Khone Phapheng en Si Phan Don o el archipiélago fluvial de las 4000 islas; Vat Phou, un antiguo complejo de templos del Imperio jemer; y la Meseta de Bolaven por sus cascadas y café. El Consejo Europeo para el Comercio y Turismo otorgó al país la designación "Mejor Destino Turístico del Mundo" en el año 2013 por su combinación de arquitectura e historia. La ciudad de Luang Prabang y el complejo de templos de Vat Phou son Patrimonio de la Humanidad. la Llanura de las Jarras espera unirse a ellas una vez se haya completado la limpieza de municiones no explotadas. 
Las principales festividades incluyen año nuevo laosiano que se celebra alrededor de 13-15 de abril y que consiste en un festival de agua, pero más moderado que el de Tailandia y otros países del sudeste asiático.
La Administración Nacional de Turismo de Laos, las agencias gubernamentales relacionadas y el sector privado trabajan juntos para hacer realidad la visión expuesta en la Estrategia y Plan de Acción Nacional de Ecoturismo del país. Esto incluye la disminución del impacto ambiental y cultural del turismo; el aumento de la conciencia de la importancia de los grupos étnicos y de la diversidad biológica; proporcionar una fuente de ingresos para conservar, mantener y gestionar la red Lao área protegida y sitios del patrimonio cultural y haciendo hincapié en la necesidad de planes de zonificación y gestión turística para los sitios que serán desarrollados como destinos de ecoturismo.

### Energía

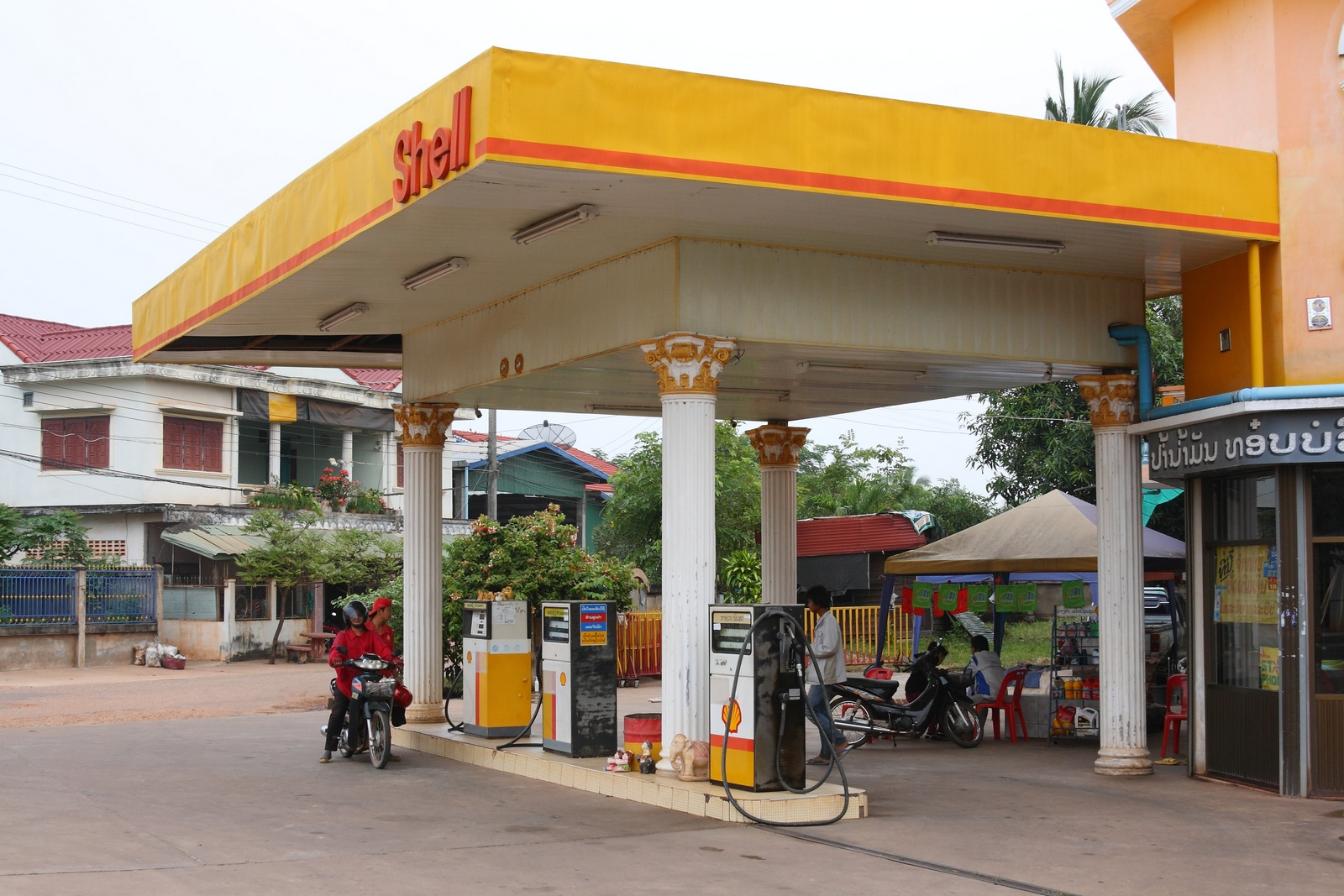
Estación de Gasolina de Shell en Savannakhet

Laos está impulsando la expansión de la industria energética basada en la energía hidroeléctrica y quiere convertirse en la "célula energética del Sudeste Asiático"- En todo el país hay 39 centrales hidroeléctricas en funcionamiento, y otras 53 están en construcción o por construir (en 2018). Otras 54 líneas eléctricas de alta tensión y 16 subestaciones se construirán de aquí a 2020. Dos tercios de la energía hidroeléctrica se exportan. Las exportaciones de energía representan alrededor del 30% del valor de todas las exportaciones de Laos. (Según el diario Vientiane Times, controlado por el Estado, hasta 51 centrales hidroeléctricas con una capacidad total de 6984 MW están en funcionamiento, otras 46 con una capacidad de 6083 MW están en construcción, y otros 112 proyectos con una capacidad de 8612 MW están en fase de diseño).
Hasta ahora, Laos no ha sido capaz de aprovechar sus recursos naturales para un suministro autosuficiente de energía renovable, pero en 2015 el Ministerio de Ciencia y Tecnología encargó un estudio de viabilidad para que se construyera inicialmente una planta solar de 50 MW en el sur de Laos, con inversores chinos dispuestos a apoyarla. Esto supone un alejamiento de la idea original del Gobierno de querer aprovechar únicamente los recursos potenciales hidroeléctricos, tras las disputas por los proyectos de presas de Laos en el río Mekong con sus vecinos. Empresas como Green Energy Laos, de Vientián, quieren fomentar el uso de la energía eólica y solar en Laos.
Se han encontrado importantes cantidades de lignito blando en el norte de Laos, así como en Tailandia. Según el Ministerio de Energía y Minas, la central eléctrica de Hongsa, con una capacidad de 1878 MW, entró en funcionamiento en 2016. La central se alimenta de lignito blando de la región.
Laos depende en gran medida de las importaciones de petróleo. El 16 de mayo de 2022, apenas quedaba combustible para comprar debido a una escasez que había durado semanas. El debilitamiento de la moneda local (kip), la elevada inflación y la inestabilidad del mercado mundial del petróleo habían llevado la crisis de combustible del país al borde del abismo. Quienes disponen de divisas cruzan la frontera hacia Tailandia o Vietnam para repostar.

### Comercio exterior

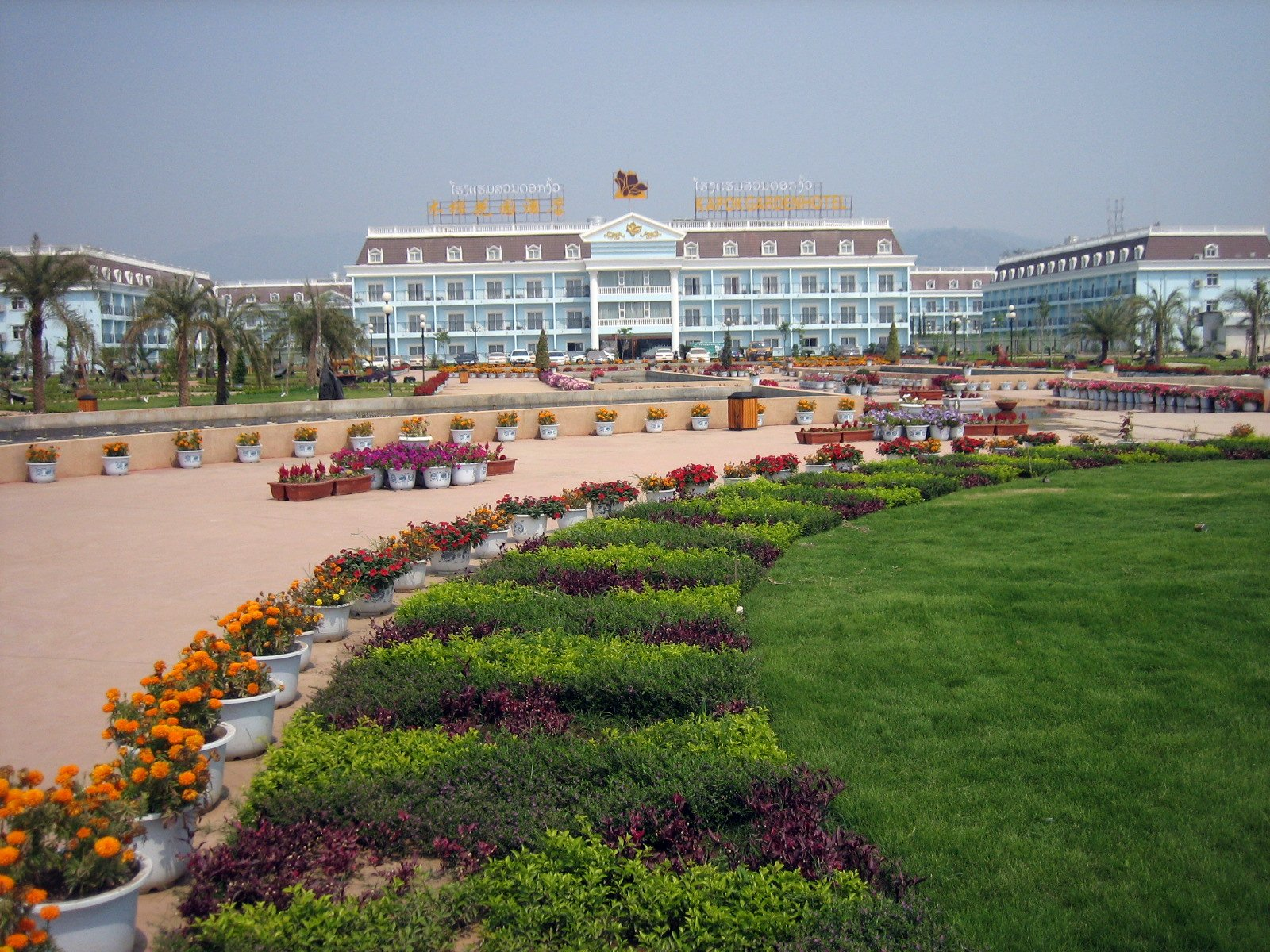
El Hotel Kapop en la zona económica especial de la provincia de Bokeo

En 2016, las principales exportaciones de Laos por valor equivalente fueron materias primas (28% de las exportaciones), alimentos (20%) y metales no ferrosos (12%), electrónica (10%) y bebidas y tabaco (8%). Los ingresos de exportación en 2017 ascendieron a unos 4.000 millones de dólares estadounidenses. Los principales socios de exportación fueron la República Popular China (36%), Tailandia (31%), Vietnam (17%), India (3%), Japón (2%), Alemania (2%) y Emiratos Árabes Unidos (1%).
En 2016, los principales bienes importados incluyeron vehículos de motor y piezas (16% de las importaciones), productos petroquímicos (13%), maquinaria (9%), equipos eléctricos (9%) y alimentos (7%). Los bienes importados tuvieron un valor de mercancía de unos 5.100 millones de dólares estadounidenses en 2017. La mayoría de las mercancías procedían de Tailandia (62%), seguida de China (18%), Vietnam (10%), Japón (2%), Corea del Sur (2%) e Indonesia (1%). El comercio exterior, especialmente las exportaciones, se ve frenado por la falta de infraestructuras y su baja calidad, las distancias de transporte relativamente largas (Laos es un país sin salida al mar) y la escasa cualificación de la mano de obra.
Así pues, la economía laosiana presenta un desequilibrio exterior en forma de déficit comercial de 1.100 millones de dólares (equivalente aproximadamente al 6,5% del PIB en 2017); sin embargo, el déficit por cuenta corriente resultante se compensa con las entradas de capital, algunas de las cuales llegan en forma de ayuda al desarrollo o inversión extranjera. Los mayores inversores en Laos son los países vecinos Tailandia, China y Vietnam.
Para reducir la dependencia unilateral de los puertos de exportación tailandeses, Laos coopera cada vez más con Vietnam.

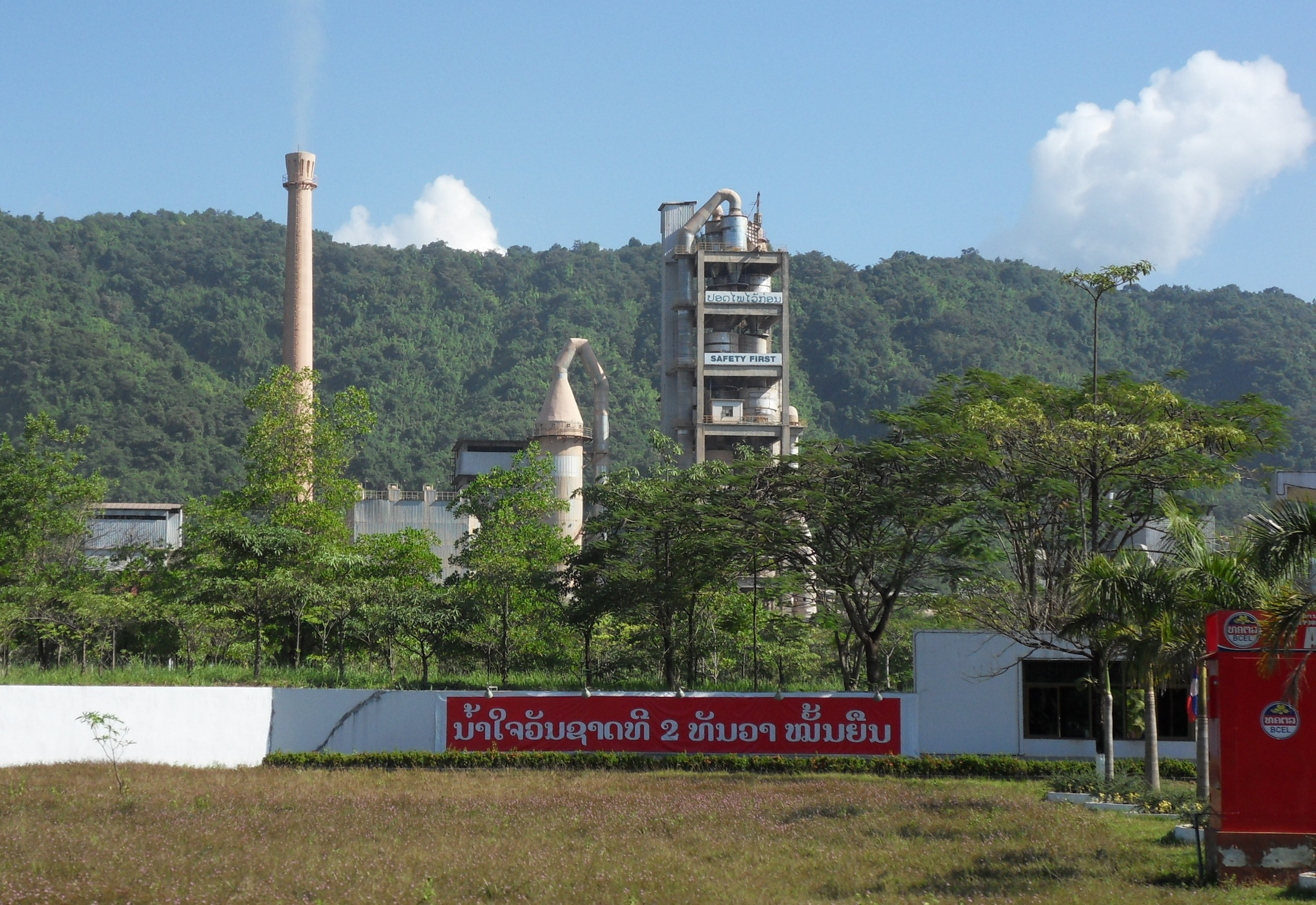
Fábrica en Vang Vieng

### Industria
La industria apenas está desarrollada. El desarrollo económico se ve gravemente obstaculizado por el bajo nivel educativo de la población activa, así como por la escasa disponibilidad de capital de inversión nacional y extranjero. La rama más importante de la industria es la generación de electricidad mediante energía hidroeléctrica, con varias centrales pequeñas actualmente en funcionamiento y varias más en proyecto. La generación de electricidad está exclusivamente en manos de la empresa estatal Electricité du Laos.
Además, se producen textiles a pequeña escala y se procesa la madera. Alrededor del 90% de las empresas industriales y artesanales de Laos son microempresas. Hasta hace poco, las empresas más grandes eran exclusivamente estatales o estaban controladas por instituciones estatales como el ejército.
El crecimiento de la producción industrial se ha ralentizado desde la crisis asiática, lo que se debe sobre todo al empeoramiento de las oportunidades de exportación, que no puede compensarse con un mercado interior muy reducido. Además, el sistema financiero está poco desarrollado: tres bancos estatales dominan el mercado, pero tienen grandes cantidades de préstamos dudosos que los hacen ilíquidos. Los bancos ya han sido recapitalizados anteriormente, pero la escasa cultura crediticia y, sobre todo, los préstamos a las industrias estatales han provocado la acumulación de nuevos préstamos dudosos.

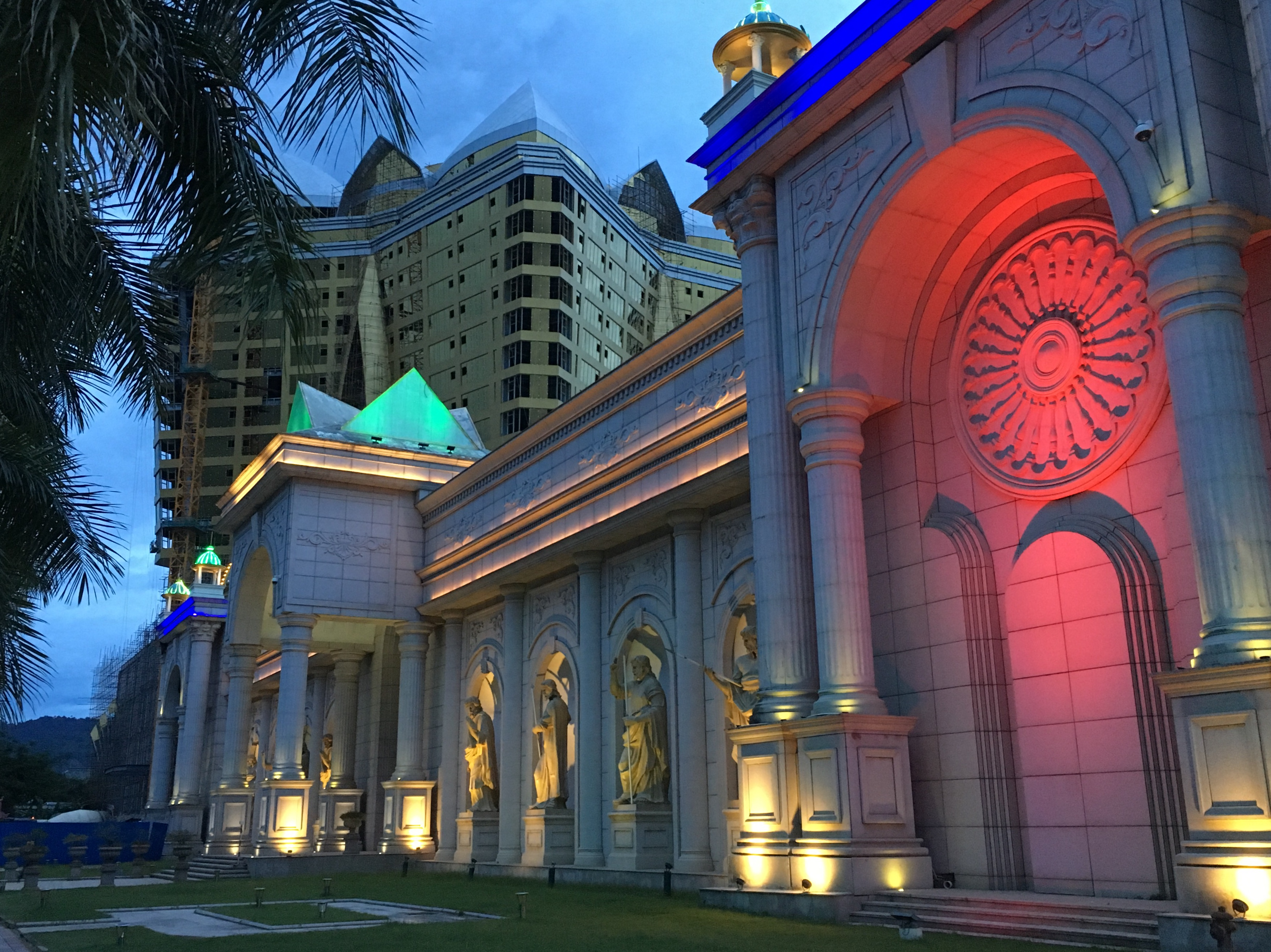
El casino Blue Shield en Laos

### Mercado laboral
La tasa de desempleo se situó oficialmente en el 1,5% en 2016, muy baja. La mayoría de los empleos se encuentran en el sector informal y muchas personas están subempleadas a largo plazo. En 2012, el 73,1% de la población activa total trabajaba en la agricultura, el 20,6% en los servicios y el 6,1% en la industria. El número total de trabajadores en 2017 se estima en 3,6 millones, de los cuales el 49,8% son mujeres.

El crecimiento económico generalmente predominante de los últimos años no ha ido acompañado de un aumento de la productividad laboral, que más bien se mantuvo en un nivel bajo estable en el período comprendido entre 2009 y 2016. Según los estudios del Banco Mundial, Laos produce menos por hora trabajada que sus vecinos Camboya y Vietnam en casi todos los sectores, excepto el textil. Esto se traduce en salarios bajos, lo que a su vez provoca la emigración de los trabajadores, sobre todo a Tailandia. Según cifras oficiales, viven allí unos 170.000 laosianos, pero las estimaciones cifran en el mismo número los emigrantes laborales ilegales. Desde 2012, el Gobierno ha reaccionado para frenar la fuerte emigración subiendo varias veces el salario mínimo. En 2012, por ejemplo, se incrementó en un 80%, y después, en 2015 y el 1 de mayo de 2018, se aumentó en otro 43% y 22%, respectivamente, alcanzando finalmente 1,1 millones de kip al mes, equivalentes a unos 110 euros en 2018, pero ahora (a partir del 6 de agosto de 2022) equivalentes a solo unos 71 euros. Con el aumento del salario mínimo, que está muy por encima de la inflación oficial (2017: 0,8%), el Gobierno, además de elevar el nivel de vida de los trabajadores, persigue el objetivo de obligar a las empresas locales a invertir en maquinaria y procesos de trabajo más modernos para aumentar la productividad laboral. En 2018 se publicó un estudio del Banco Mundial que certificaba que las subidas del salario mínimo en 2012 y 2015 no tuvieron tal efecto. La razón es que el relativamente bajo nivel educativo de los trabajadores bloquea el crecimiento de la producción. Por ello, el Banco Asiático de Desarrollo (BAD) habló de un déficit de cualificaciones en este contexto, ya que muchas empresas se quejaron de no poder encontrar trabajadores cualificados. 

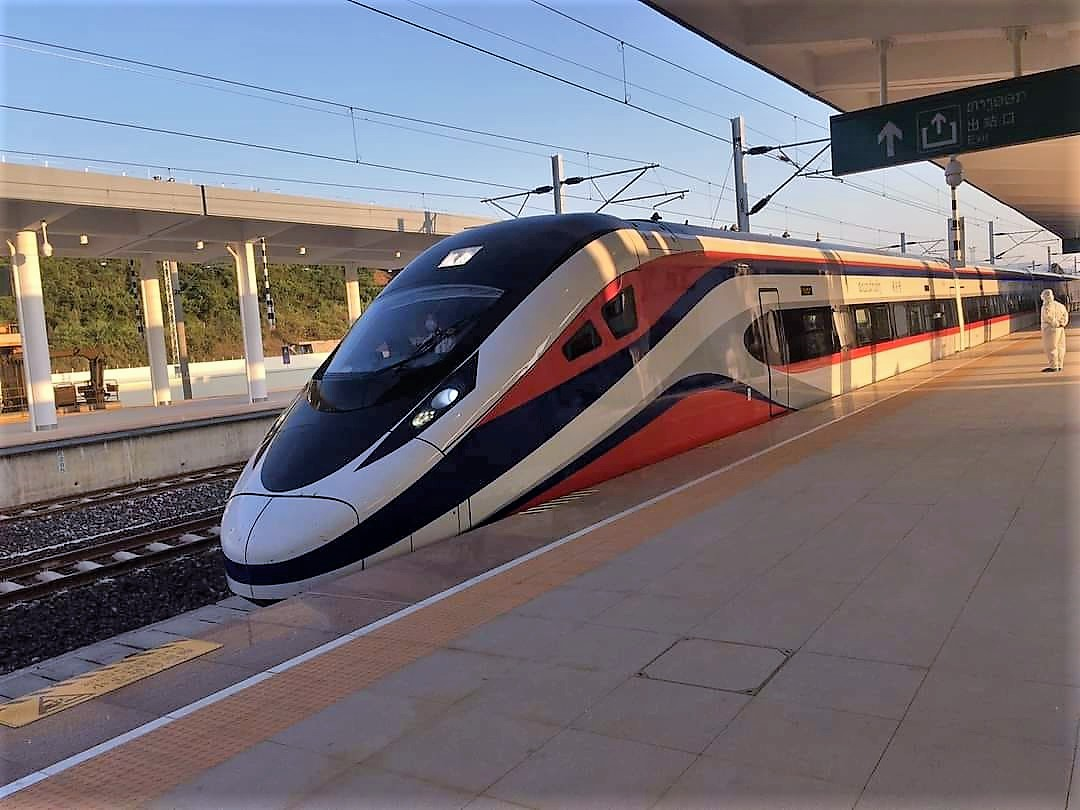
Tren de Alta Velocidad construido en alianza con China en el distrito de Vang Vieng, Laos.

### Presupuesto nacional
En 2016, el presupuesto del estado laosiano comprendía unos gastos equivalentes a 3.800 millones de dólares estadounidenses, que se compensaron con unos ingresos equivalentes a 2.800 millones de dólares estadounidenses. Esto se traduce en un déficit presupuestario del 6,9% del PIB. La deuda nacional fue del 67,3% del PIB en 2016.
En 2006, la proporción del gasto público (en % del PIB) de los siguientes sectores fue: Sanidad, 4,0; Educación, 3,0; y Militar: 0,5.
Debido a la construcción del ferrocarril China-Laos, Laos se ha endeudado fuertemente con los chinos. El país sólo pudo aportar el 30% de los costes de construcción, el 70% restante corrió a cargo de la República Popular China. El pequeño y empobrecido país, de sólo siete millones de habitantes, garantiza los préstamos con su riqueza en recursos minerales. La deuda equivale aproximadamente al 8% del producto interior bruto nominal de Laos.

## Transporte
En Laos los vehículos circulan por el lado derecho de la carretera y tienen el volante a la izquierda. En 1998, la red del país contaba con 21.716 km de carreteras, de los cuales 9.674 km estaban pavimentados. Estas cifras no tienen en cuenta la mejora sustancial que se ha producido en los últimos años, durante los cuales se pavimentaron por primera vez varias carreteras y se ensancharon y repavimentaron otras antiguas, que se encontraban en mal estado en la década de 1990. Tras la inauguración del primer Puente de la Amistad entre Tailandia y Laos en 1994, se abrieron otros puentes sobre el Mekong, lo que contribuyó a impulsar la economía del país. El 20 de diciembre de 2020 se inauguró la primera autopista del país, la Vientián-Vangvieng, que permitía cubrir la distancia entre ambas ciudades en una hora y media, en lugar de las cuatro horas que se necesitaban conduciendo por la antigua autopista 13.
El peaje inicial era de 550 kip por kilómetro y de 62.000 kip para todo el recorrido, que es 43 km más corto que el de la autopista estatal 13. Se trata del primer tramo de la autopista que conecta la capital laosiana con Boten, ciudad fronteriza con la provincia china de Yunnan. La infraestructura pertenece en un 95% a la constructora china Yunnan Construction Engineering Group y en un 5% al Gobierno laosiano. El coste inicial previsto de la Vientián-Vangvieng era de 1.200 millones de dólares.

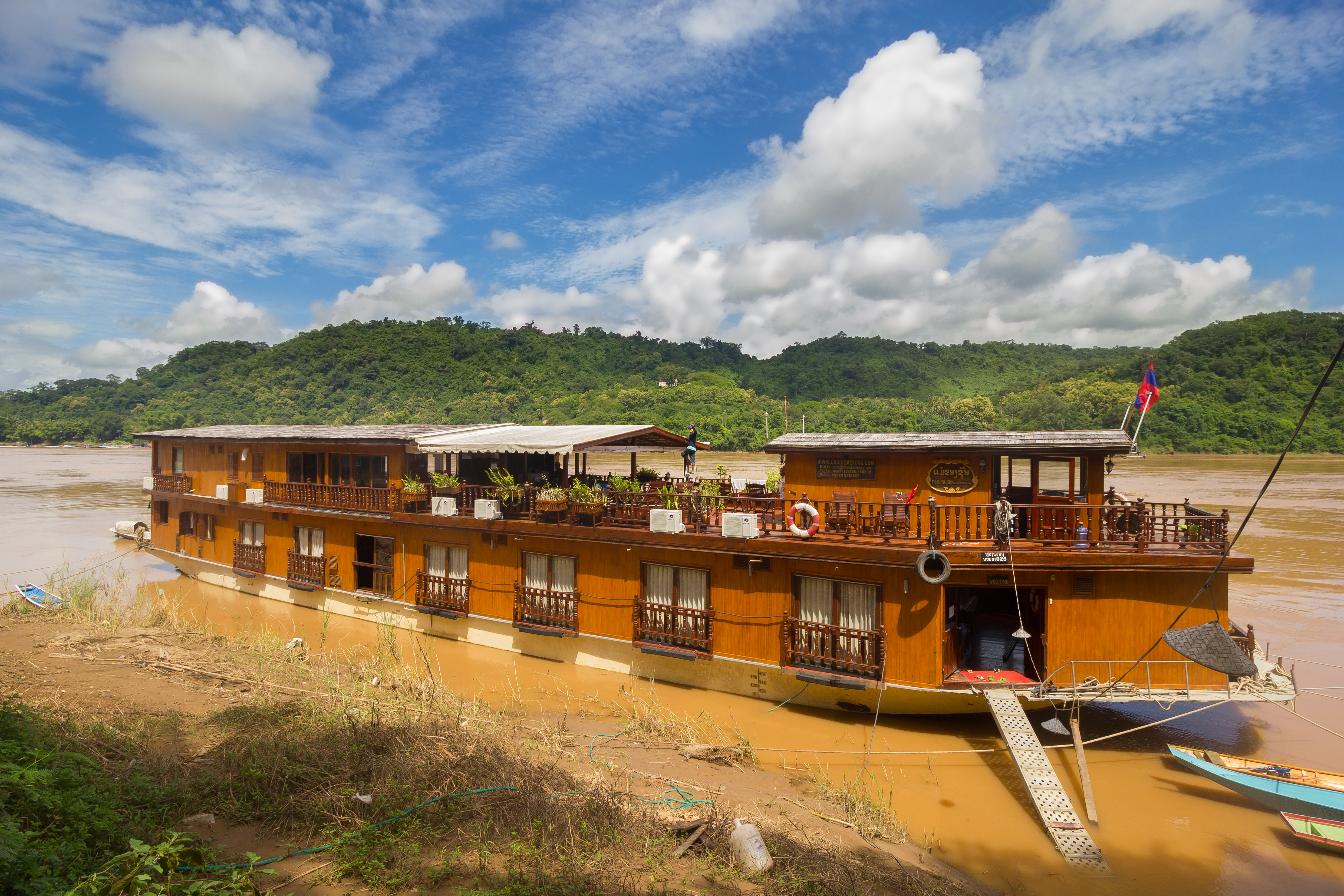
Barco fluvial Mekong Sun en Luang Prabang

En la capital, Vientián, operan los únicos autobuses públicos de transporte urbano de Laos. Tanto en Vientián como en muchas otras ciudades, los servicios privados de taxi los prestan tuk-tuks, jumbo tuk-tuks de mayor tamaño y mototaxis. En todas las capitales de provincia hay estaciones de autobuses interurbanos; también en las demás localidades importantes que quedan fuera de las rutas principales hay autobuses que suelen prestar servicio provincial. También prestan este servicio los songthaews. Los raros taxis clásicos sólo se encuentran en Vientián.
La navegación fluvial ha sido el principal sistema de transporte del país durante siglos, pero con la construcción de nuevas carreteras y la mejora de las existentes, cada vez menos barcos prestan este servicio, sobre todo para la marina mercante. La navegación turística, en cambio, ha aumentado desde los años 90, tras la apertura de las fronteras laosianas al turismo. En 1996, Laos contaba con 4.587 km de aguas navegables, la mayoría pertenecientes al río Mekong. Otros ríos navegables son el Nam Ou (provincias de Luang Prabang y Phongsali), el Nam Khan (provincia de Luang Prabang), el Nam Tha (provincias de Bokeo y Luang Nam Tha), el Nam Ngum (cerca de Vientián) y el Xekong (en la provincia del mismo nombre).

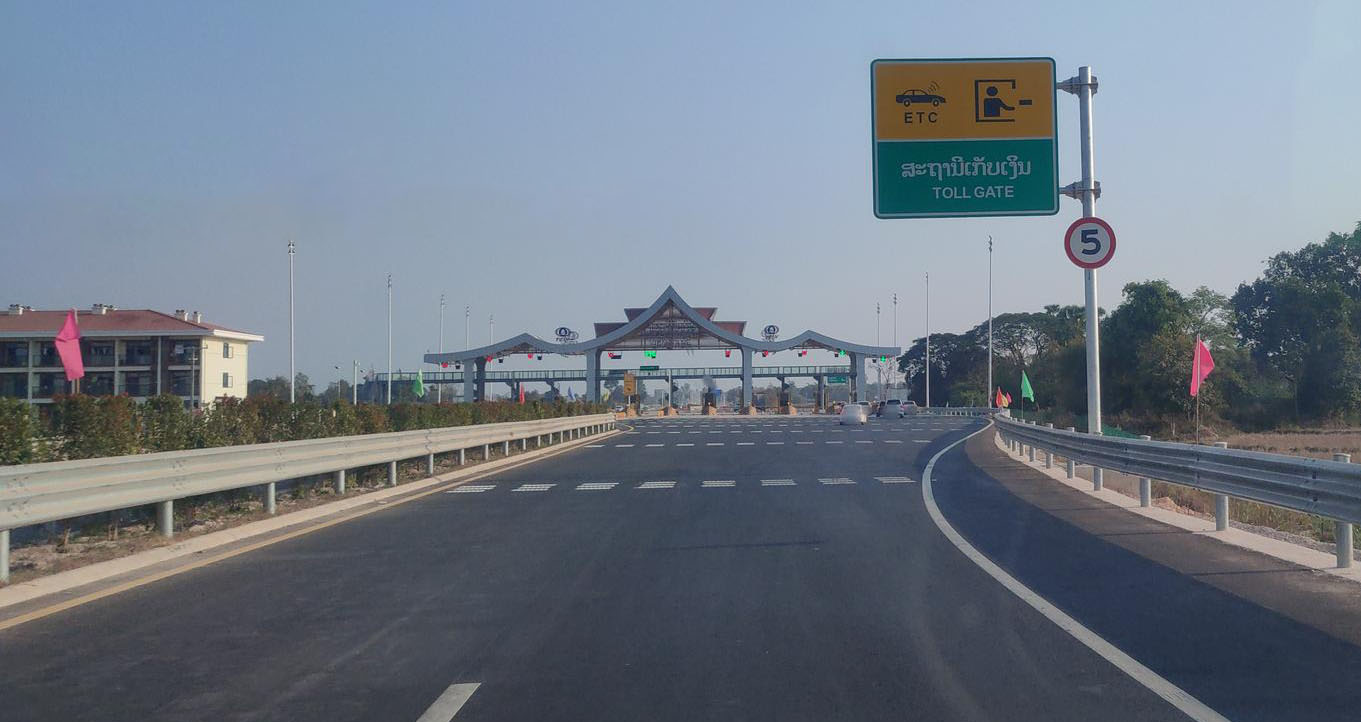
Vía Expresa Vientián - Boten

La primera línea ferroviaria de Laos fue construida durante el periodo colonial en la Indochina francesa. En realidad, se trataba sólo de un corto tramo, en desuso desde hace tiempo, construido en los años 30 entre las islas del Mekong de Don Det y Don Khon, cerca de la frontera con Camboya. Servía para transportar mercancías en el punto donde el río forma una serie de cascadas que hacen imposible la navegación.
Hubo que esperar hasta 2009 para ver un nuevo ferrocarril en el país, cuando se inauguró la corta extensión de 3,5 km de la línea noreste de los Ferrocarriles Estatales de Tailandia, que unía la estación de Thanaleng, situada en el pueblo de Dongphosy, a 20 km al este de Vientián, con la estación de Nong Khai cruzando el primer Puente de la Amistad tailandés-laosiano.

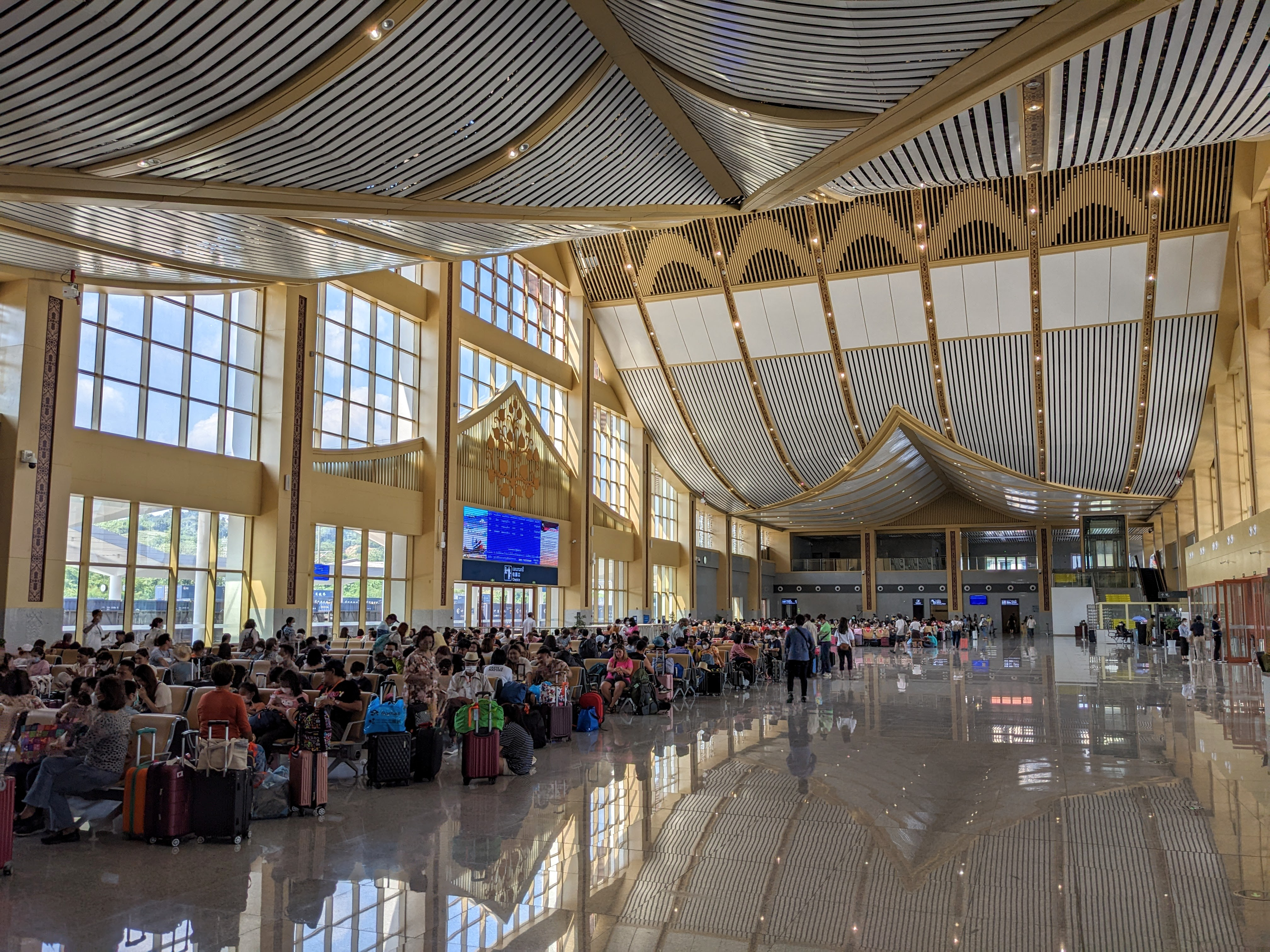
Estación ferroviaria de Luang Prabang

La ampliación prevista hasta Vientián se modificó en noviembre de 2010 con el nuevo proyecto de una línea de tren de alta velocidad entre la ciudad china de Kunming, en Singapur, a través de Vientián y Nong Khai. En abril de 2011, el proyecto se paralizó después de que el ministro chino de Transporte fuera detenido por corrupción, tras lo cual se relanzó el proyecto y las obras de construcción del ferrocarril Boten-Vientián comenzaron en 2016. Las primeras vías se colocaron en marzo de 2020 y el ferrocarril se inauguró el 3 de diciembre de 2021.
El tramo Nong Khai-Thanaleng y toda la línea noreste de los ferrocarriles estatales tailandeses tienen un ancho de vía estrecho en comparación con el de los ferrocarriles Boten-Vientián, por lo que hay que cambiar de tren para continuar hasta Bangkok. Desde la terminal Vientián del ferrocarril Vientián-Boten, está previsto construir una prolongación de la línea, que cruzará el Mekong por un nuevo puente y enlazará con el nuevo ferrocarril de alta velocidad que se está construyendo entre Bangkok y Nong Khai, y que se ampliará hasta Singapur. Estas nuevas líneas ferroviarias forman parte de la Nueva Ruta de la Seda, el ambicioso plan de inversiones en varios países de Asia emprendido por el Gobierno chino en 2013.
En 1999, funcionaban en el país 52 aeropuertos, incluidos los aeropuertos internacionales de Vientián-Wattay, Luang Prabang, Pakse y Savannakhet.

## Demografía

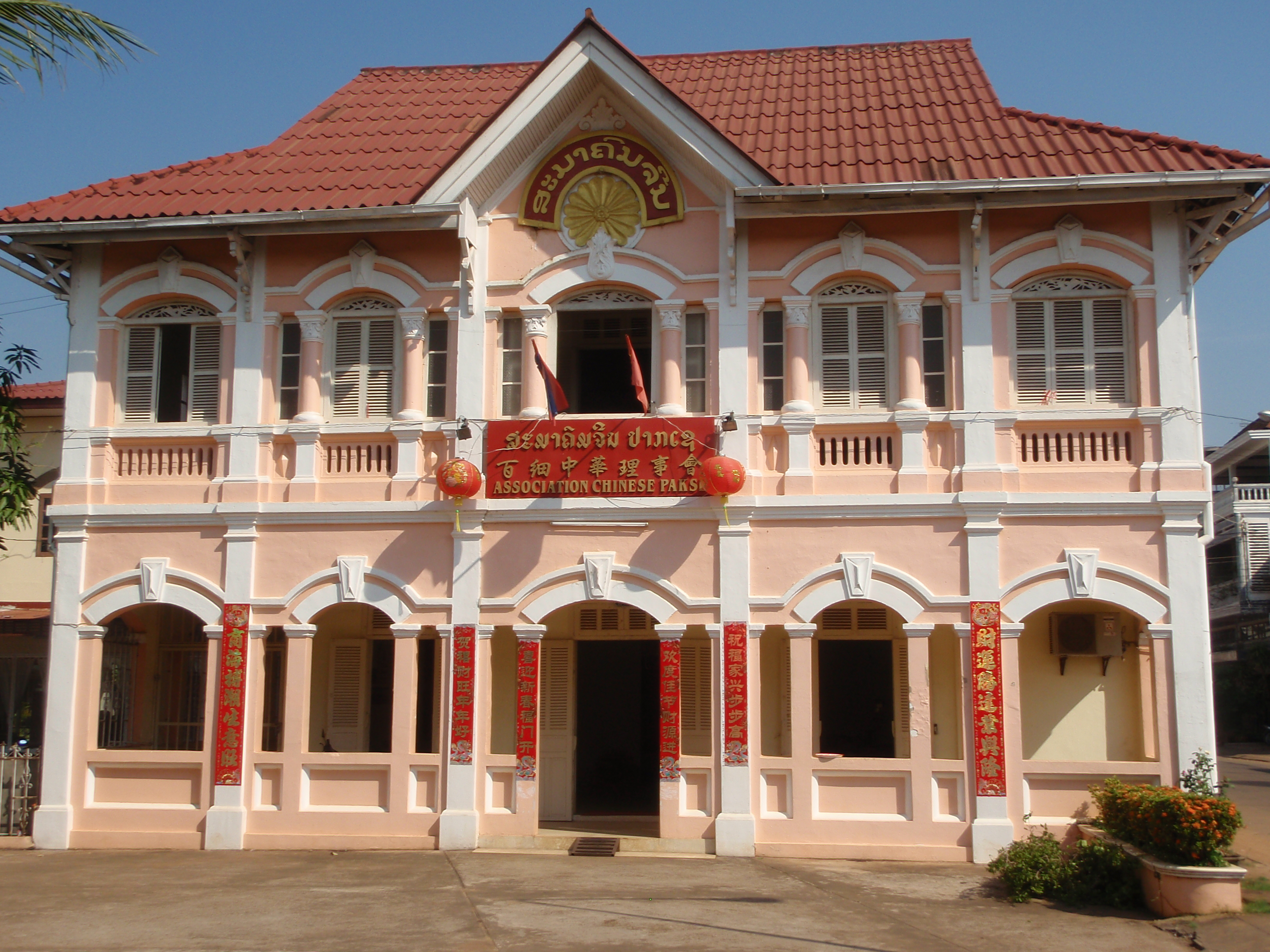
Asociación China de Pakse en Laos

Laos tiene una población de 6 492 228 (2015) lo cual supone una densidad de 27 hab/km². Alrededor de un cuarto de la población vive en las regiones montañosas, el resto a lo largo del río Mekong y sus afluentes. Más del 78% habita en aldeas rurales. Existen comunidades de laosianos en el exterior, siendo Francia, Estados Unidos y Australia sus principales destinos. Existe también una comunidad laosiana en el territorio francés de ultramar de la Guayana Francesa.

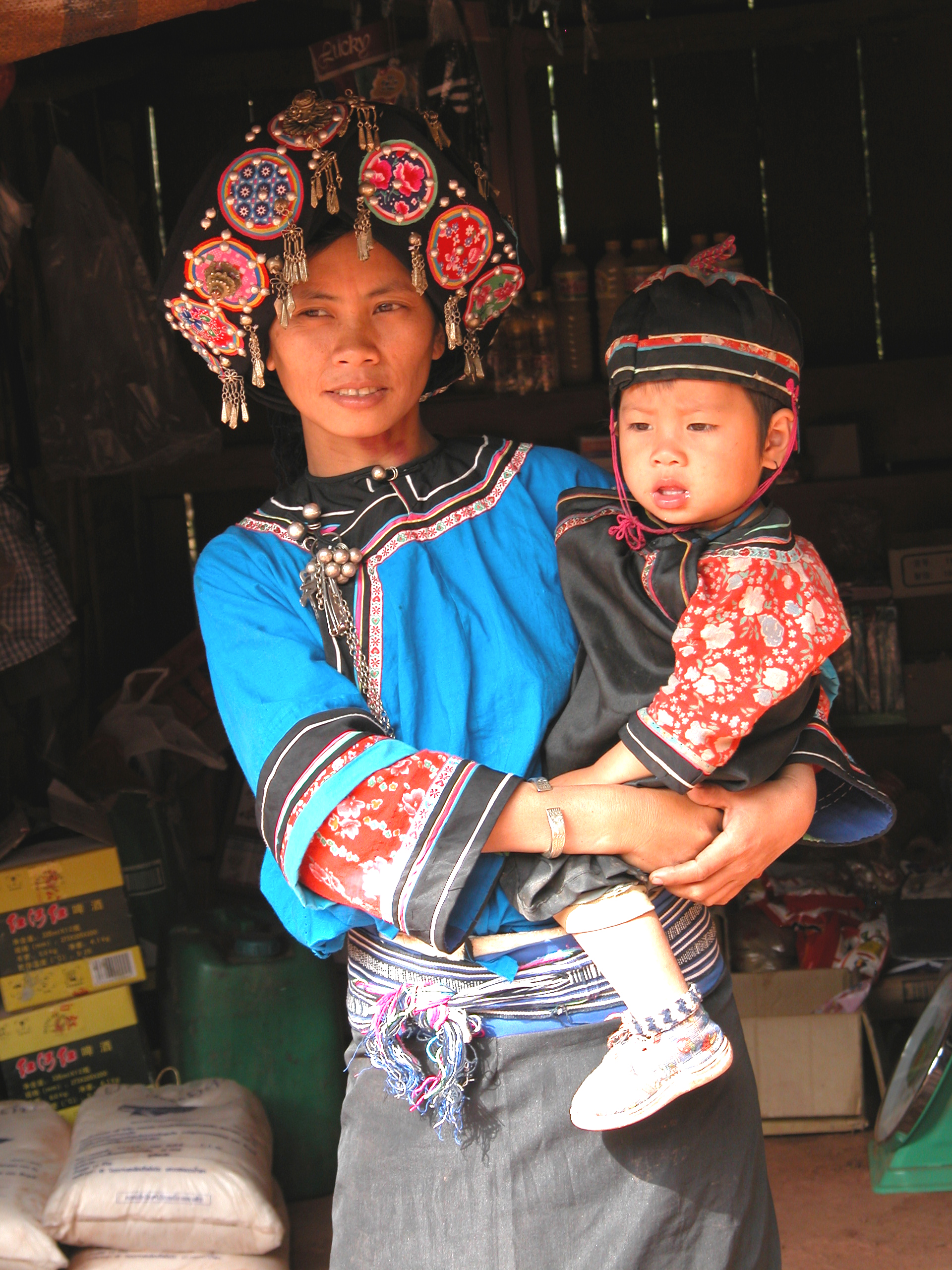
Mujer y niño de etnia hani.

El 69% de la población del país pertenece a la etnia lao, además de ser los principales habitantes de las tierras bajas y el grupo dominante política y culturalmente. Los lao pertenecen al grupo lingüístico tai que comenzó a migrar hacia el sur desde China en el primer milenio de nuestra era. Un 8% más pertenece a otros grupos de "tierras bajas", que junto con la gente lao conforman el lao lum.
La gente de las colinas y las minorías culturales de Laos como los hmong (miao), yao, tai dumm, dao, shan y varios grupos tibeto-birmanos han vivido en regiones aisladas de Laos por muchos años. Tribus de montaña de herencia etnocultural mezclada se encuentran en el norte de Laos e incluyen a los lua y a los jamu, que son indígenas de Laos. Actualmente, el grupo lua está considerado en peligro. Colectivamente, son conocidos como lao sung o laosianos de tierras altas. Predominan en las montañas del centro y sur las tribus mon jmer, conocidas como lao theung o laosianos de tierras medias. Algunas minorías vietnamitas y chinas permanecen, particularmente en las ciudades, pero muchos se fueron en dos grandes migraciones: después de la independencia a fines de la década de 1940 y de nuevo después de 1975.

El término "laosiano" no necesariamente se refiere al idioma étnico lao, la gente lao o a sus costumbres, sino que es un término político que también incluye a los grupos no étnicos Lao dentro de Laos y los identifica como "laosianos" por su ciudadanía política. De forma similar la palabra "lao" también puede describir a la gente, la gastronomía, el lenguaje y la cultura de la gente del noreste de Tailandia (Isan), norte de Tailandia (Chiang Mai) y Chiang Rai que son étnicamente lao.

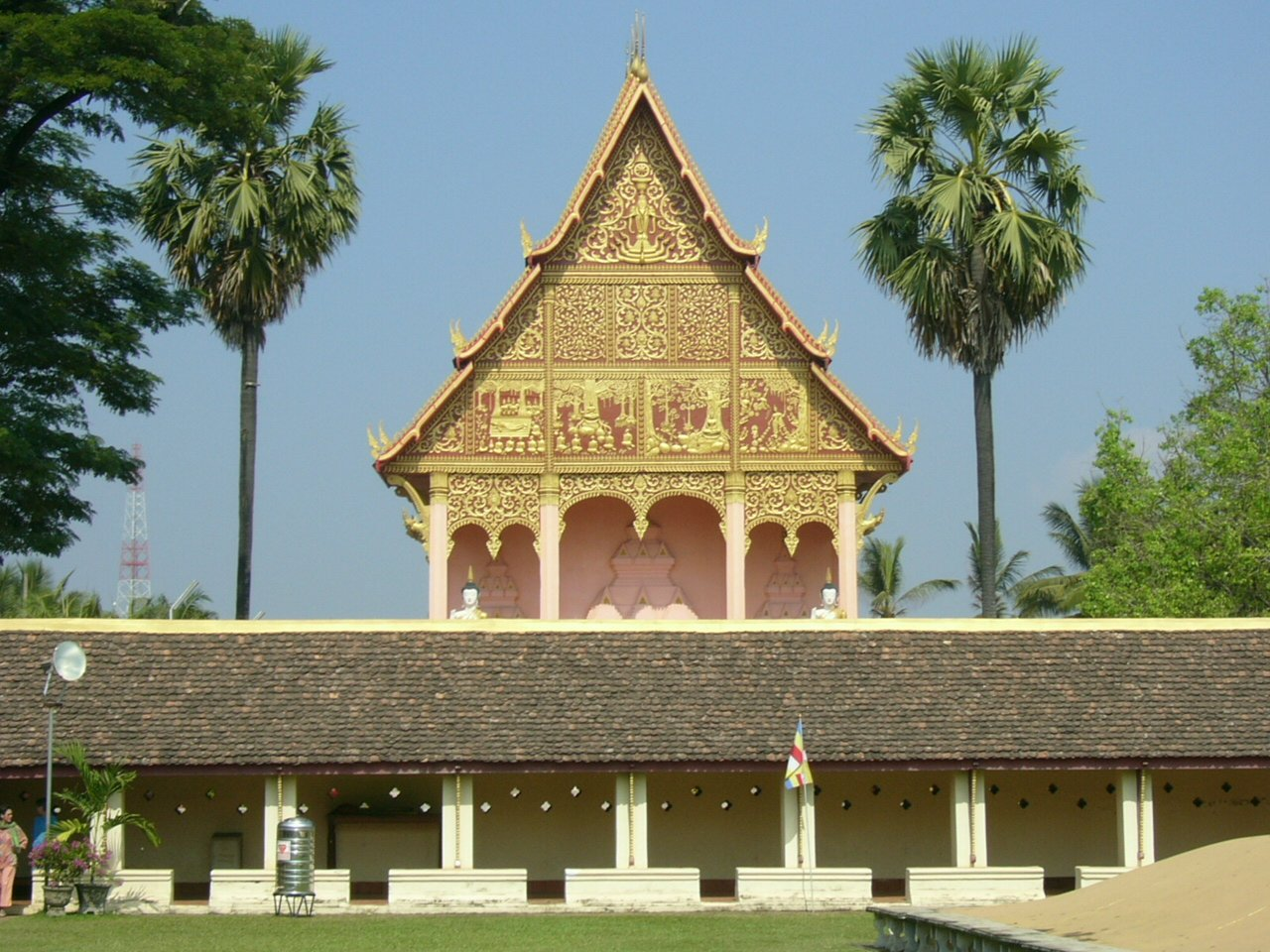
Pagoda en Laos.

El idioma oficial y dominante es el lao, un lenguaje tonal del grupo lingüístico Tai. Los laosianos de tierras medias y altas hablan una variedad de lenguas tribales. El francés sigue siendo común en el gobierno y el comercio, siendo estudiado por muchos como segundo idioma, mientras que el inglés, la lengua de la Asociación de Naciones del Sudeste Asiático (ASEAN), se ha vuelto cada vez más estudiado en los últimos años.
El promedio general de estatura de la población nativa en Laos es de 155,9 centímetros, siendo uno de los países con el promedio general de estatura más bajos del mundo.[cita requerida]

### Principales ciudades
La capital Vientián cuenta con 720 000 habitantes (2005). La antigua capital real Luang Prabang con 68 000 habitantes. Otras ciudades son Savannajét (97 000 habitantes) y Pakxé (47 000 habitantes), que está situada sobre el río Mekong.

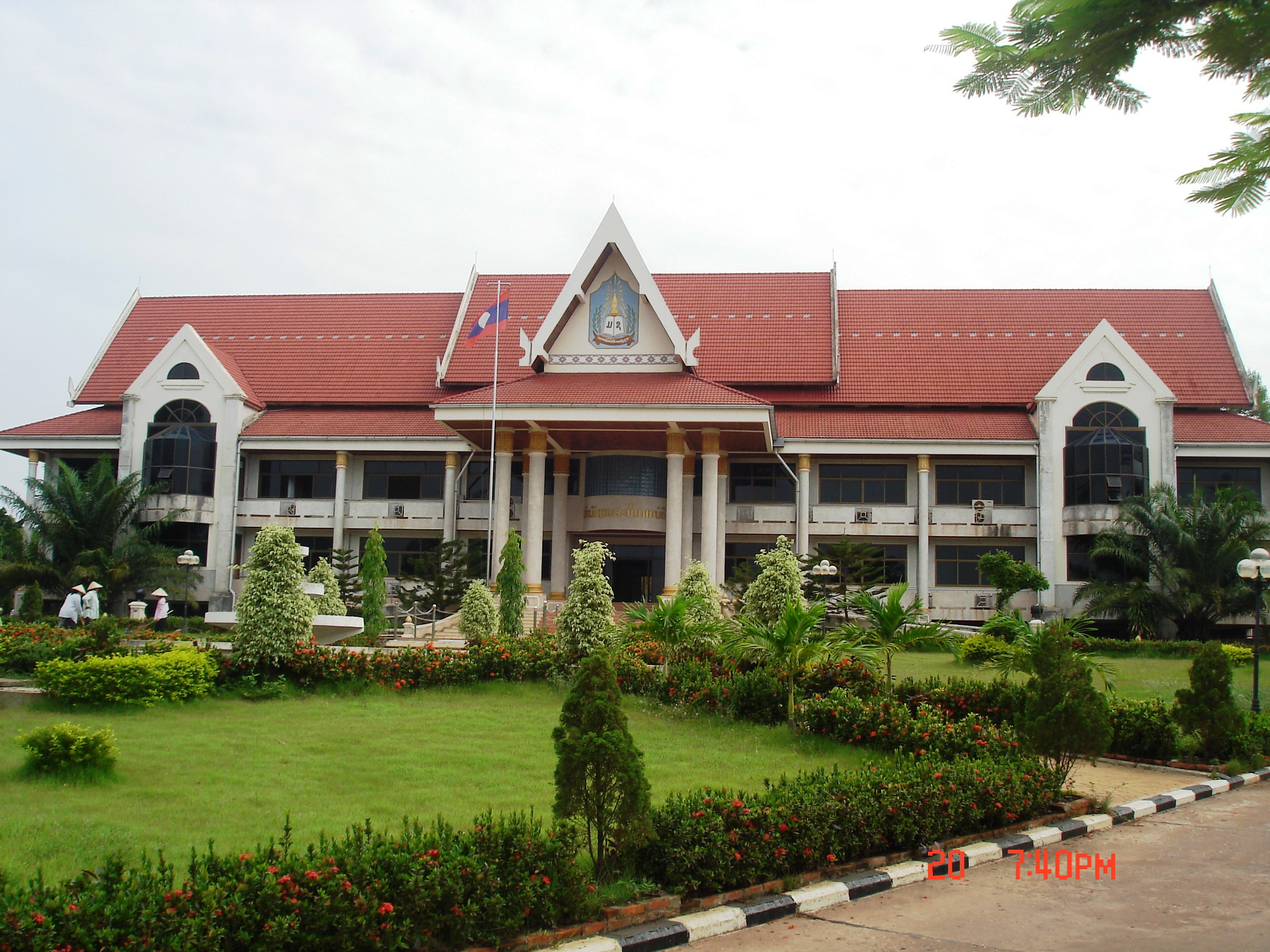
Universidad Nacional de Laos

### Educación
Laos es un país mayormente rural, muchos pueblos poseen poca accesibilidad a este derecho. Teniendo en cuenta que el país ha pasado por tumultuosos tiempos, se ha desprotegido la educación, con ella también el sector económico y social.
Actualmente UNICEF junto al gobierno local siguen fomentando, entre otras metas, el desarrollo y el crecimiento de la educación, facilitando el acceso a la educación de buena calidad, desarrollando infraestructuras correspondientes para brindar educación. Este ciclo logrará fomentar la participación de las familias y las comunidades en la educación escolar de los niños.
En 2000 había 828 113 alumnos en las escuelas primarias y unos 124 000 estudiantes en la de secundaria. El número total de inscripciones en las escuelas de formación y profesorado y de educación superior de 28 117 estudiantes.

### Religión

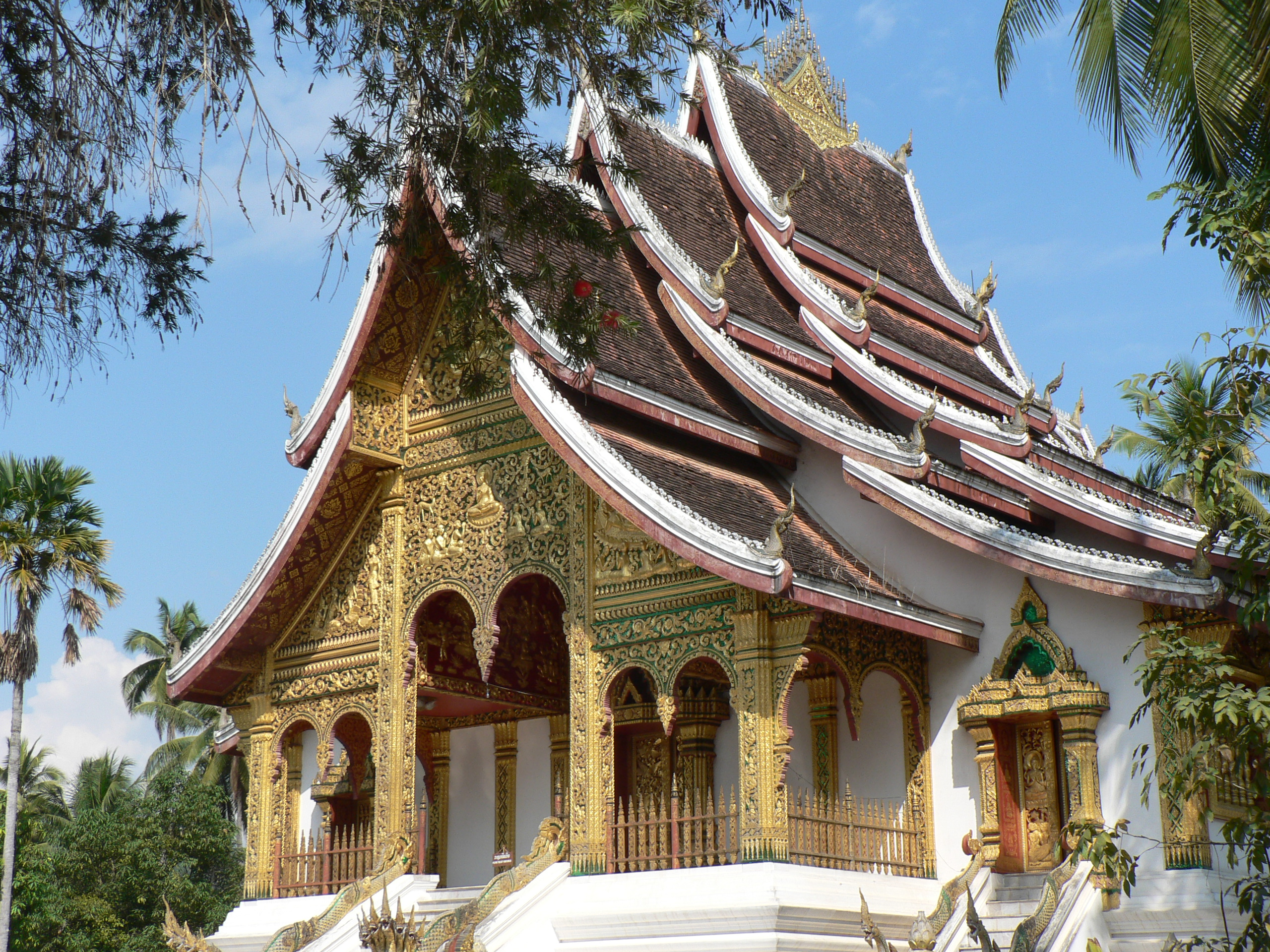
Templo Budista en el Palacio Real en Luang Prabang

La religión predominante es el budismo Theravāda que, junto con el animismo común practicado entre las tribus montañesas, coexiste con la adoración espiritual. También hay un pequeño número de cristianos, restringidos en gran parte en el área de Vientián, y musulmanes, sobre todo en la región de la frontera con Birmania.
Las prácticas culturales laosianas suelen estar influidas por la religión. En épocas anteriores, los templos budistas constituían el centro espiritual de cada aldea. La vida de la población laosiana estaba determinada por la religión, y la mayoría de las actividades cotidianas seguían el calendario budista. Vientián y Luang Prabang son conocidas como las ciudades de los mil templos y poseen un gran número de ejemplos de arte y arquitectura tradicionales. El Palacio Real de Luang Prabang y la estupa That Luang de Vientián son los santuarios nacionales más famosos de Laos.

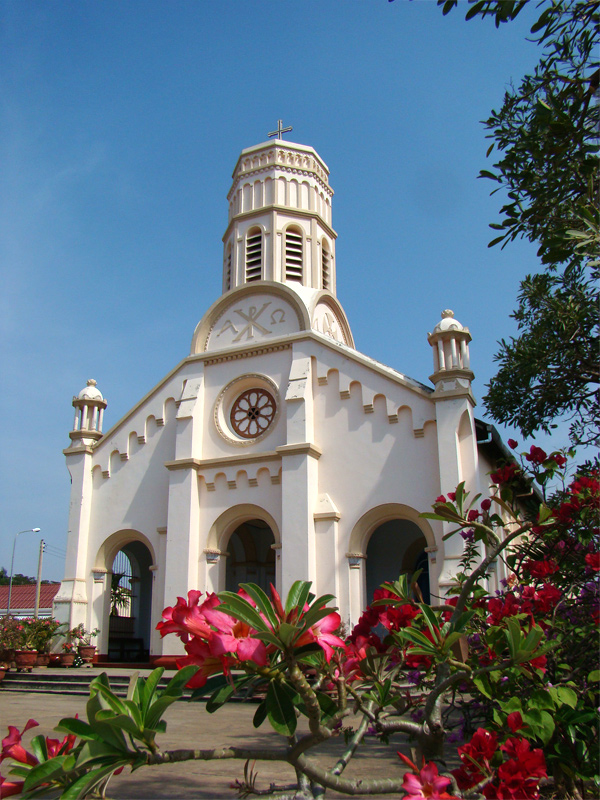
Catedral católica de Santa Teresa en Savannakhet

La religión más extendida en Laos es el budismo Theravada, que llegó a lo que hoy es Laos alrededor del año 800. Es costumbre común que los niños o jóvenes pasen de unos días a semanas en un templo como monjes. Asimismo, muchas familias tienen un pequeño altar en casa.
Las religiones étnicas con culto a los antepasados y el animismo están especialmente extendidas entre la población de las regiones montañosas, cuyos miembros se han convertido parcialmente al budismo sin haber abandonado del todo su fe tradicional.
En las ciudades hay pequeños grupos de musulmanes, cristianos (Iglesia católica y protestantes diversos en Laos) y seguidores de comunidades religiosas vietnamitas y chinas.
Según las organizaciones de derechos humanos, el cristianismo en particular se considera una influencia extranjera y la práctica de la religión por parte de los cristianos está sujeta a algunas limitaciones, mientras que la libertad religiosa de los budistas está ampliamente garantizada por el gobierno.
Según un estudio de 2010, el 66,3% de la población era budista, el 30,7% pertenecía a religiones étnicas, el 1,5% era cristiana, el 0,01% musulmana y el 0,9% no pertenecía a ninguna religión.
El cristianismo es una religión minoritaria en Laos. Hay tres iglesias reconocidas en Laos: la Iglesia Evangélica Laosiana, la Iglesia Adventista del Séptimo Día y la Iglesia Católica.
Hay aproximadamente entre 50.000 y 60.000 miembros de la Iglesia Católica, muchos de ellos de etnia vietnamita, concentrados en los principales centros urbanos y en las zonas circundantes a lo largo del río Mekong, en las regiones central y meridional del país. El catolicismo tiene una presencia establecida en cinco de las provincias centrales y meridionales más pobladas, y los católicos pueden practicar en general su culto abiertamente. Las actividades de la iglesia están más circunscritas en el norte.

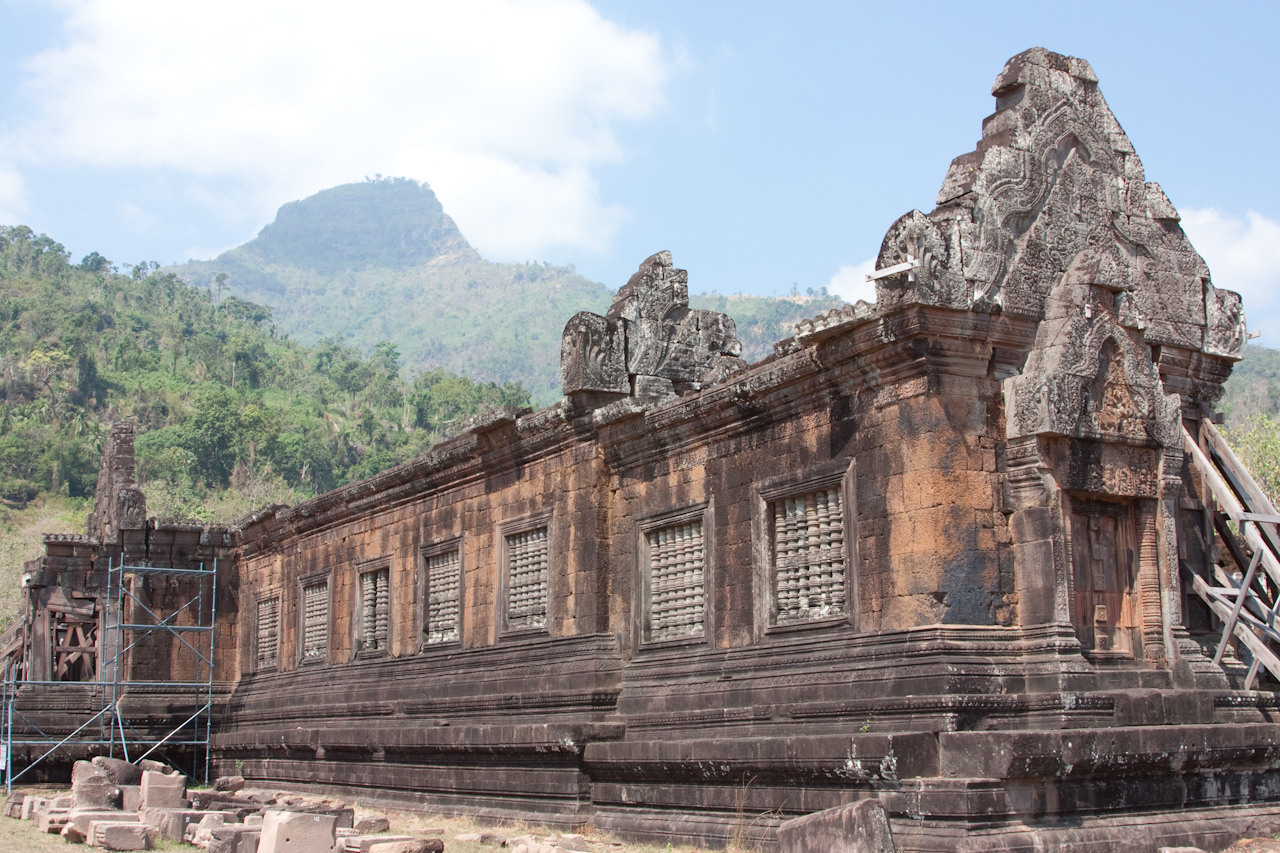
Ruinas de un templo hindú en Laos

Las propiedades de la iglesia en Luang Prabang fueron confiscadas después de 1975, y ya no hay casa parroquial en esa ciudad. Un centro informal de formación católica en Thakhek preparó a un pequeño número de sacerdotes para servir a la comunidad católica.
Aproximadamente 400 congregaciones cristianas de diversas denominaciones protestantes celebran cultos en todo el país para una comunidad que ha crecido rápidamente en la última década. Las autoridades eclesiásticas calculan que hay unos 100.000 protestantes. Muchos protestantes pertenecen a grupos étnicos mon-jemer, especialmente los khmu en el norte y los brou en las provincias centrales. El número de protestantes también ha aumentado rápidamente en las comunidades hmong y yao.

## Cultura

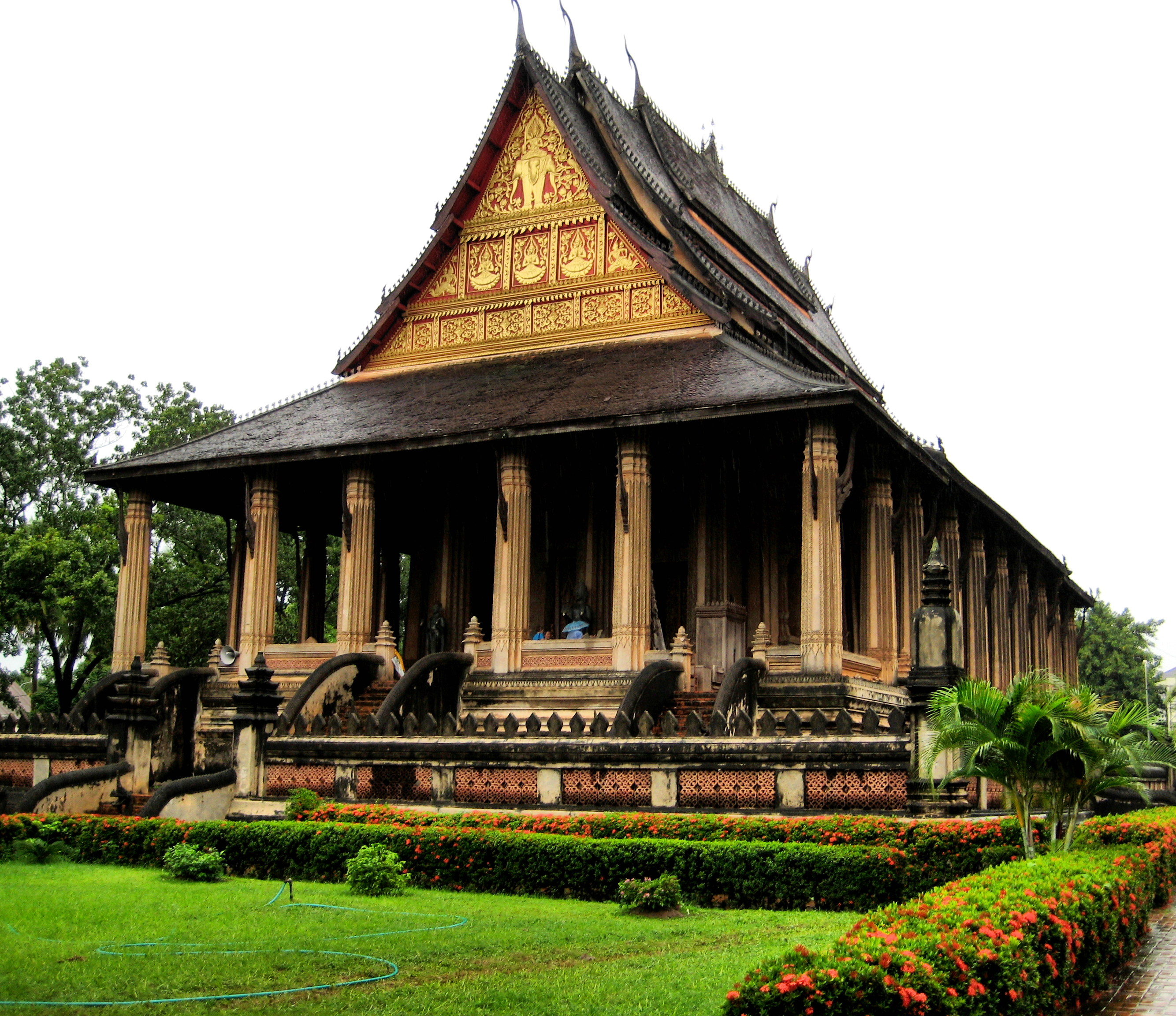
El Templo budista de Haw Phra Kaew en Vientián

### Arquitectura
Laos tiene una concentración urbana del 21%, siendo la mayor ciudad la capital, Vientián (con una población estimada de 500.000 habitantes). El índice de urbanización está creciendo en Laos, pero es considerablemente inferior al de cualquiera de los países limítrofes, Vietnam, Tailandia o Camboya. La mayor parte de la población laosiana es agraria.

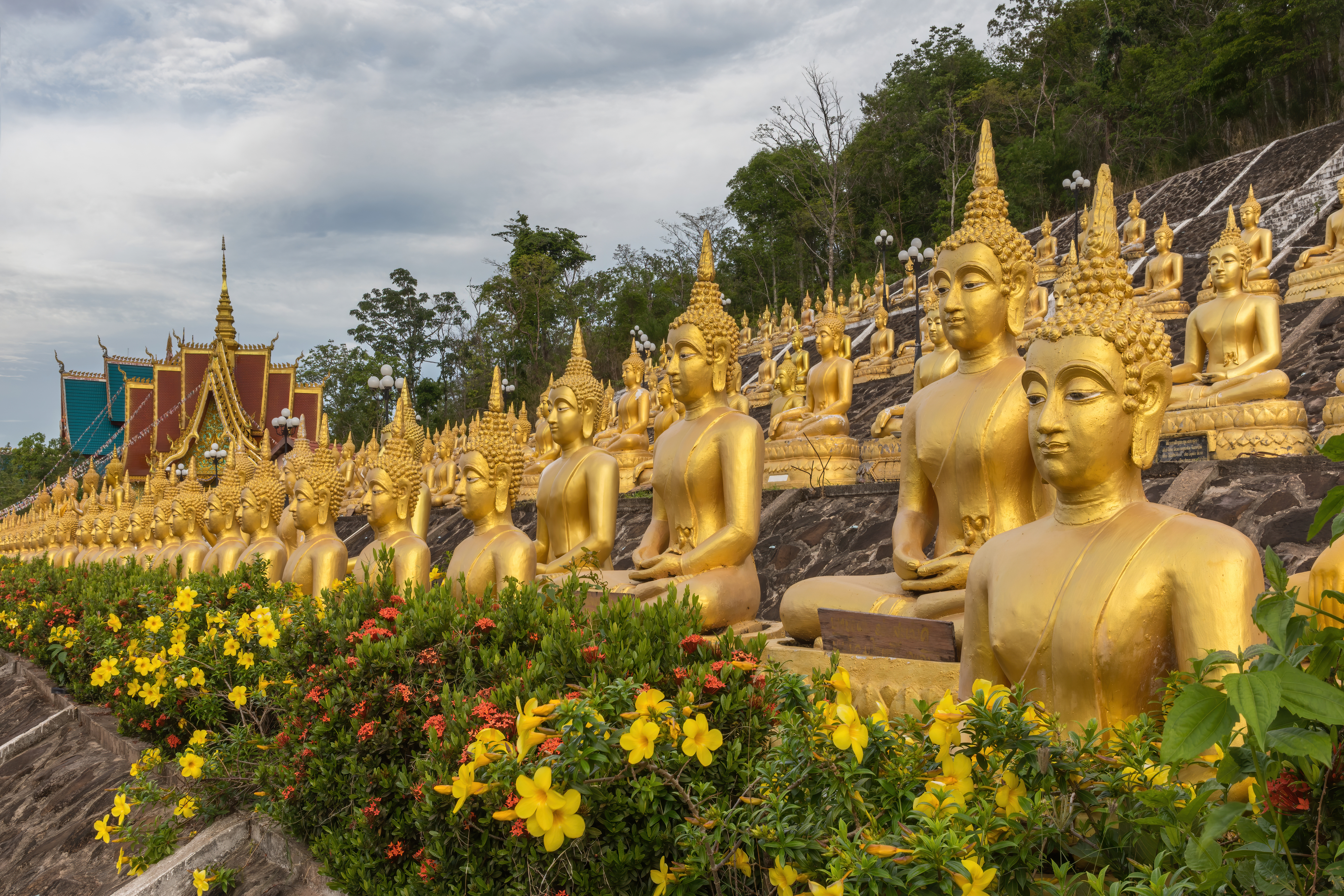
Múltiples estatuas de Buda en Pakse, Laos

La antigua capital de Lan Xang, actual Vientián, quedó totalmente destruida como consecuencia de la rebelión de Annouvong en la década de 1820. Como parte de la Indochina francesa, la antigua capital se reconstruyó como una declaración política consciente, tanto a los laosianos como a los tailandeses, del poder y la legitimidad occidentales. Los programas de construcción franceses se extendieron también a Luang Prabang, Savannahket, Xieng Khuang y Pakse, y aún se pueden encontrar muchos edificios de la época colonial francesa en las ciudades laosianas de todo el país.
La mayoría de la población vive en aldeas rurales agrupadas en torno a un templo (wat). Las casas tradicionales laosianas (heuan) son sencillas, a menudo construidas con paja de bambú o madera, y con pocas habitaciones. Las casas se construían sobre pilares o pilotes para proporcionar ventilación y protección, y esta práctica se convirtió en una importante distinción cultural. Según la leyenda, el primer acuerdo de paz entre Fa Ngum y los Dai Viet estableció que las tierras laosianas empezaban donde los ríos y arroyos alimentan el Mekong y la gente vive en casas construidas sobre pilotes. Muchas casas modernas reflejan influencias occidentales, tailandesas, chinas y vietnamitas. El uso de hormigón, estuco, ladrillo y teja es habitual en las construcciones desde la década de 1940.

### Gastronomía
Como la comida es la marca registrada de cada rincón del planeta, es interesante conocer el paladar laosiano. El "pan" infaltable en la mesa es el khao niaú (arroz glutinoso), es el acompañamiento de platos como: tam mak hung (ensalada de papaya), mok (locro espeso de bambú y cerdo, envuelto en hojas de banano), lap... (ensalada de carne vacuna /lap cín/, pescado /lap pa/, langostinos /lap kung/), cín lot (bocados de carne fritos) o ping kai (pollo asado), son platos con aromas característicos.
Con respecto a los platos dulces se hace presente el khau niaú, acompañado de leche de coco, azúcar, frutas, e ingenio resultan postres como: khau sankañaa (arroz preparado con coco acompañado de: bocados de mango o flan de coco), khau niaú kap mak thua dam (arroz con frijoles negros), mak kuai thoght (bananas fritas), khau tóm (bocados de arroz y maní), luom mix (leche de coco con frutas).

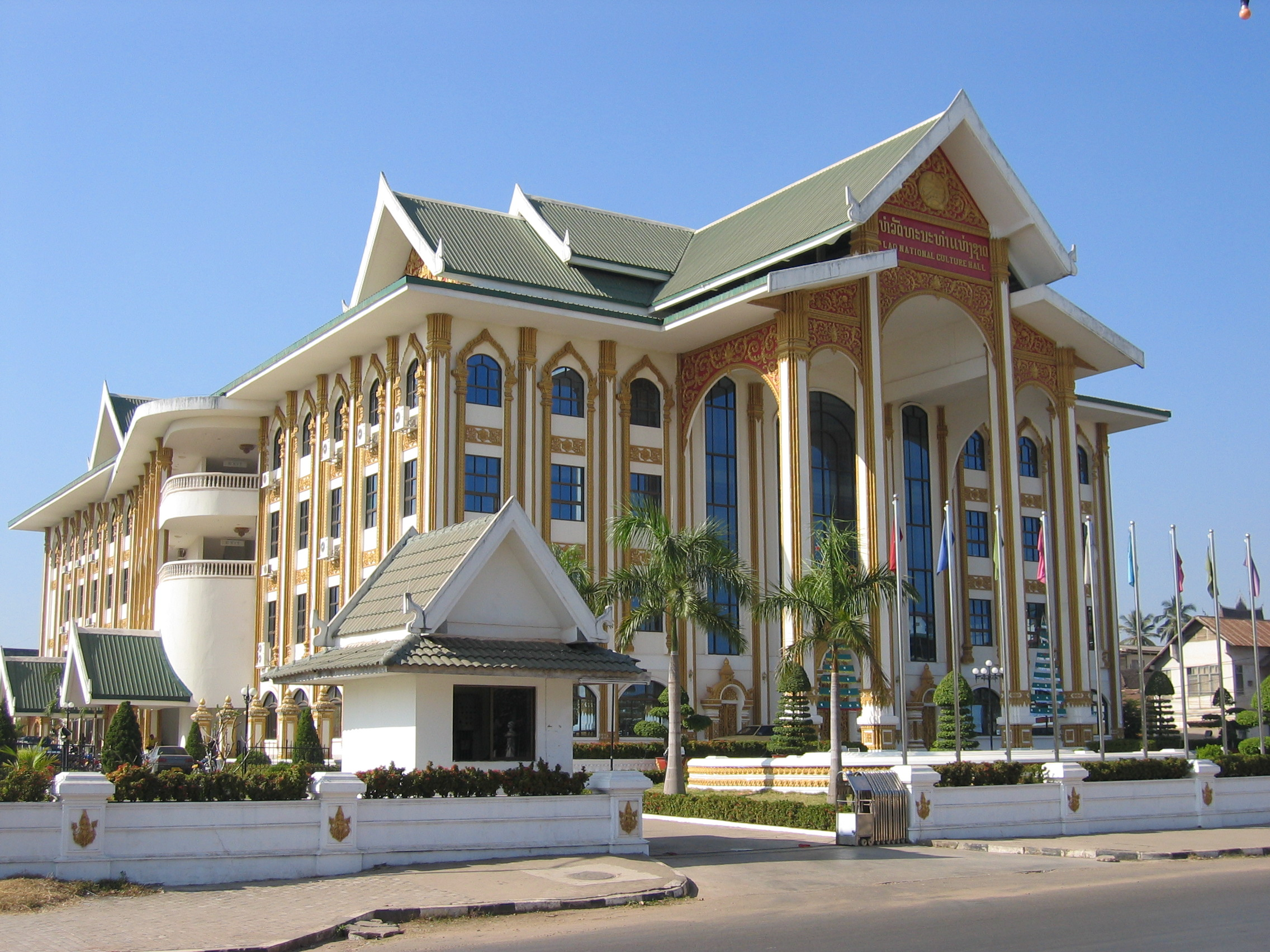
Sala de la Cultura Nacional Lao en Vientián, la capital de Laos

### Música
Los instrumentos musicales que se tocan en Laos en la música clásica y aldeana están relacionados con los de Tailandia y Camboya, aparte de algunos instrumentos de las minorías de las montañas, que sólo están extendidos regionalmente. La zona sur de Laos y el noreste de la región tailandesa de Isan forman un área cultural coherente en la música aldeana.La música clásica, es decir, cortesana, tal y como se cultivaba para el entretenimiento y las ceremonias en Luang Prabang hasta 1975 y se enseñaba en la escuela nacional de arte de Vientián, inaugurada en 1958, se considera peng lao deum ("composiciones tradicionales laosianas"). 
Entre ellas destaca el piphat laosiano, que es una variante algo más simple del piphat tailandés y del conjunto pinpeat camboyano, aunque el grado de influencia de ambos estilos musicales y la propia contribución laosiana al desarrollo histórico de la música laosiana son discutibles. El piphat laosiano incluye el xilófono rang nat, los gongs de joroba circular khong vong, el instrumento de caña pey, el dudoso tambor de barril taphon, un par de tambores de barril más grandes khong thab, platillos de mano pequeños ching y platillos de mano grandes chap. Para la música de cámara cortesana más tranquila, como en el conjunto Mahori tailandés, también se utiliza, entre otros instrumentos, el violín escupidor de dos cuerdas so u. Desde la abdicación del rey en 1975, la música clásica sólo se ha cultivado de forma muy modesta en el país y por parte de la comunidad de exiliados laosianos.

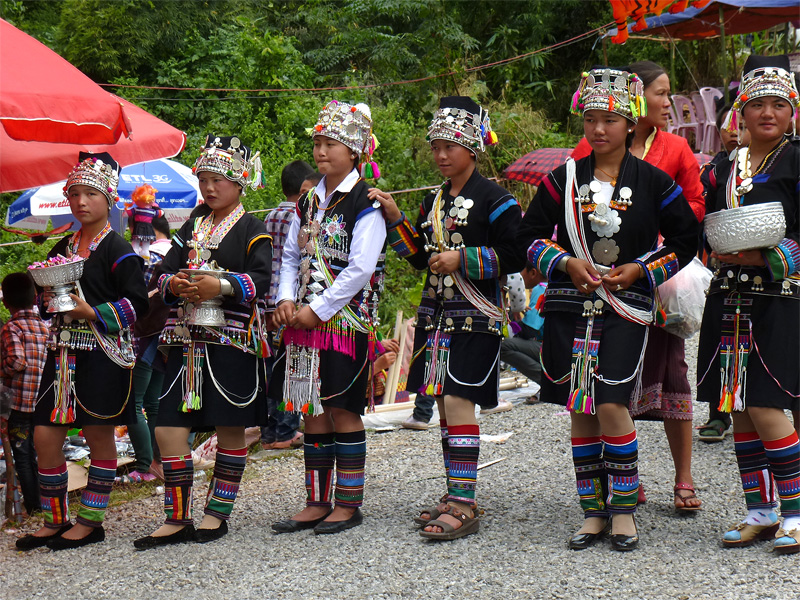
Festival de That Xieng Tung, Laos

Al igual que en Tailandia, en la corte real había un teatro con actores enmascarados, khon, que representaban la epopeya tailandesa Ramakien, originaria de la India.Hacia 1930 se abrió un teatro de marionetas que también contaba historias del Ramakien y de una epopeya laosiana.
La flauta longitudinal de bambú khlui, conocida en Tailandia, los laúdes punteados krachappi y los violines phin y spit (comúnmente sor más o menos) aparecen esporádicamente en la música ligera rural del sur. El instrumento musical característico de Laos y muy extendido en los pueblos es el órgano de boca khaen. El khaen suele tener 14 tubos de bambú dispuestos en dos filas y soplados directamente a través de una cámara de viento de madera. Además, varios grupos étnicos tocan otros órganos de boca con menos tubos.
El instrumento musical más importante para la cultura hmong es el órgano bucal qeej, con seis tubos de bambú, cuya cámara de viento se llena de aire respirable a través de una larga cerbatana. Rara vez se encuentra un tambor de ranura vertical (dung lung, en el noreste de Tailandia pong lang). Más comunes son los tambores dudosos golpeados con las manos (generalmente kong). La relación con la región tailandesa de Isan se establece por el estilo de canto mo lam (en Laos lam), el otro estilo de canto se llama khap. 

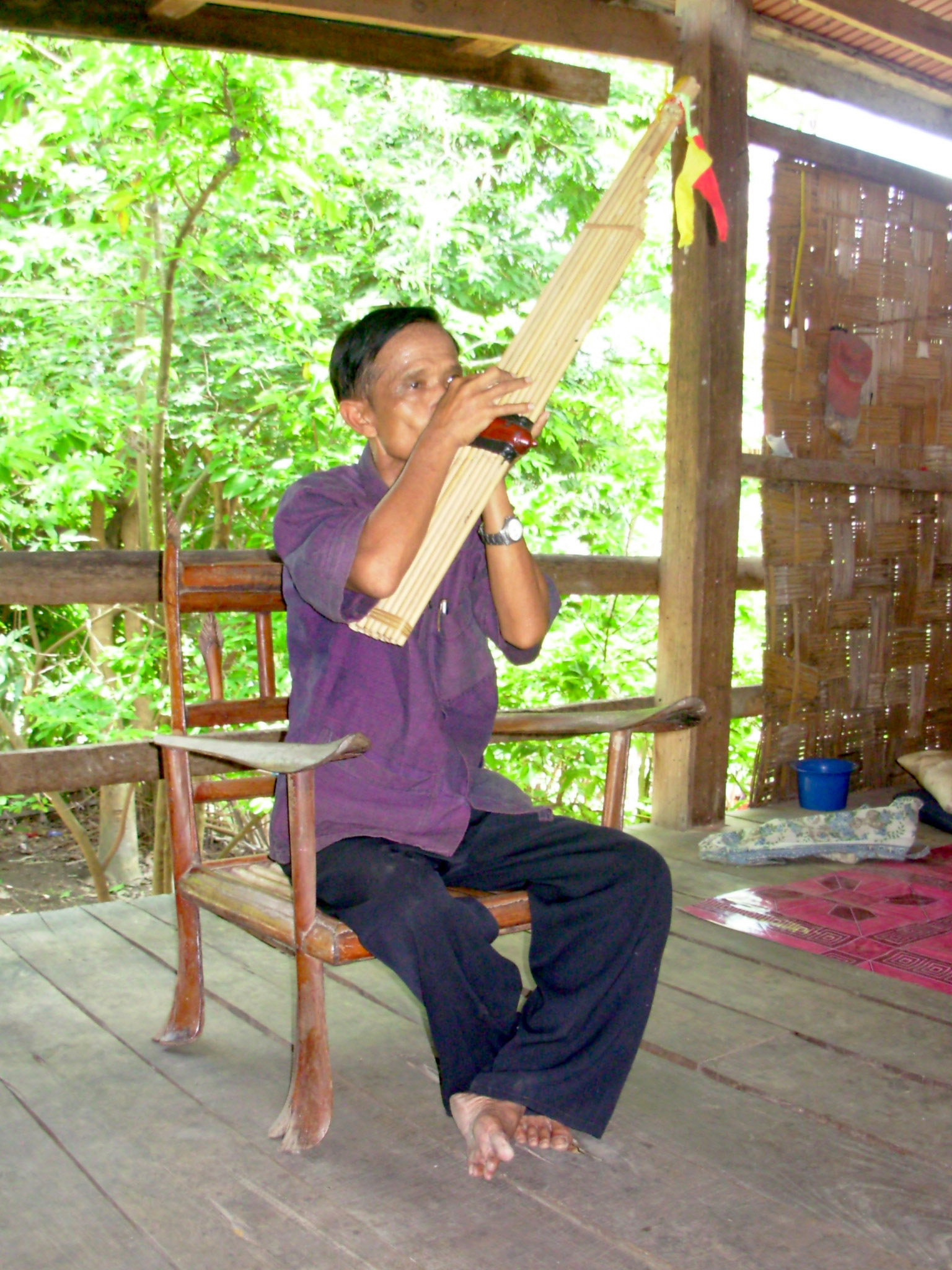
Hombre tocando un khene (khaen) un instrumento musical de Laos

En ambos géneros, hombres y mujeres compiten entre sí o son canciones de cortejo. En el lam se distinguen varios géneros, según la región, el conjunto y el tema. El khaen marca la secuencia tonal de la música laosiana. Sus tubos están afinados heptatónicamente, como en Tailandia, lo que significa que la octava se divide en siete tonos. De esta escala se derivan dos escalas pentatónicas diferentes, una de sonido mayor (ejemplo G-A-C-D-E) y otra de sonido menor (ejemplo A-C-D-E-G) Los khaen se afinan en una escala heptatónica.

### Cine
Desde la fundación de la RDP Lao en 1975, se han rodado muy pocas películas en Laos. El primer largometraje realizado tras la abolición de la monarquía es Gun Voice from the Plain of Jars, dirigido por Somchith Pholsena en 1983, aunque una junta de censura impidió su estreno. Uno de los primeros largometrajes comerciales fue Sabaidee Luang Prabang, realizado en 2008. El largometraje documental de 2017 Blood Road fue rodado y producido predominantemente en Laos con ayuda del Gobierno laosiano, fue reconocido con un premio Emmy de noticias y documentales en 2018.
El primer largometraje del cineasta australiano Kim Mordount se rodó en Laos y cuenta con un reparto laosiano que habla su lengua materna. Titulada The Rocket, la película se presentó en el Festival Internacional de Cine de Melbourne de 2013 y ganó tres premios en el Festival Internacional de Cine de Berlín. Una película de una productora que ha logrado producir largometrajes laosianos y obtener reconocimiento internacional es At the Horizon, de Lao New Wave Cinema, dirigida por Anysay Keola, que se proyectó en el OzAsia Film Festival y Chanthaly (Lao: ຈັນທະລີ), de Lao Art Media, dirigida por Mattie Do, que se proyectó en el Fantastic Fest de 2013. En septiembre de 2017, Laos presentó Dearest Sister (Lao: ນ້ອງຮັກ), el segundo largometraje de Mattie Do, a la 90.ª edición de los Premios de la Academia (o los Óscar) para su consideración como Mejor Película en Lengua Extranjera, lo que supuso la primera candidatura del país a los Óscar.
En 2018, Laos cuenta con tres salas dedicadas a la proyección de películas.

### Medios de comunicación
Laos aplica una estricta censura a los medios de comunicación, la mayoría de los cuales pertenecen y están controlados por el partido en el gobierno. El diario Vientiane Times se publica en inglés; el semanario Le Rénovateur, en francés. Ambos forman parte de la Prensa Lao en Lenguas Extranjeras del Ministerio de Información y Cultura. Otros periódicos importantes en laosiano son los boletines oficiales Vientiane Mai y Pasason. La tirada media diaria es de 4 ejemplares por cada 1000 habitantes.
La televisión está disponible desde 1983. Existen los canales Televisión Nacional Lao (propiedad del Gobierno), Lao Star Channel (privado) y Canal 3 de la Televisión Lao (estatal). La norma de televisión es PAL. La televisión vietnamita puede recibirse en Vientián y la tailandesa cerca de la frontera con Tailandia. La televisión laosiana también puede recibirse digitalmente vía satélite e Internet. La recepción es posible a través de los satélites Galaxy 19 97,0° O y Thaicom 5 78,5° E. Respecto a la radio, la emisora estatal Radio Nacional de Laos es gubernamental.
Las críticas al partido y a los dirigentes en el gobierno son tabú, aunque de vez en cuando se producen revelaciones sobre funcionarios corruptos. La agencia de noticias laosiana es el Khaosan Pathet Lao.

### Días festivos
| Fecha                 | Nombre en castellano                             | Nombre local   |
| --------------------- | ------------------------------------------------ | -------------- |
| 1 de enero            | Año nuevo                                        | Pi mai         |
| 6 de enero            | Día nacional                                     | Van Pathet Lao |
| 20 de enero           | Día del Ejército                                 | Van Pathet Lao |
| Del 14 al 16 de abril | Celebración Año nuevo (según calendario budista) | Van Pi mai     |

### Festivales
En Laos hay algunos días festividades y ceremonias que celebran anual o periódicamente:
- Año Nuevo Hmong (Nopejao)
- Bun Pha Wet
- Magha Puja
- Año Nuevo Chino
- Boun Khoun Khao
- Boun Pimai
- Boun Bang Fai (festival del cohete)
- Puja Visakha
- Pi Mai/Songkran (Año Nuevo de Laos)
- Khao Phansaa
- Haw Khao Padap Din
- Awk Phansaa
- Bun Nam
- Día Nacional de Laos (2 de diciembre).[102][103]

## Deportes

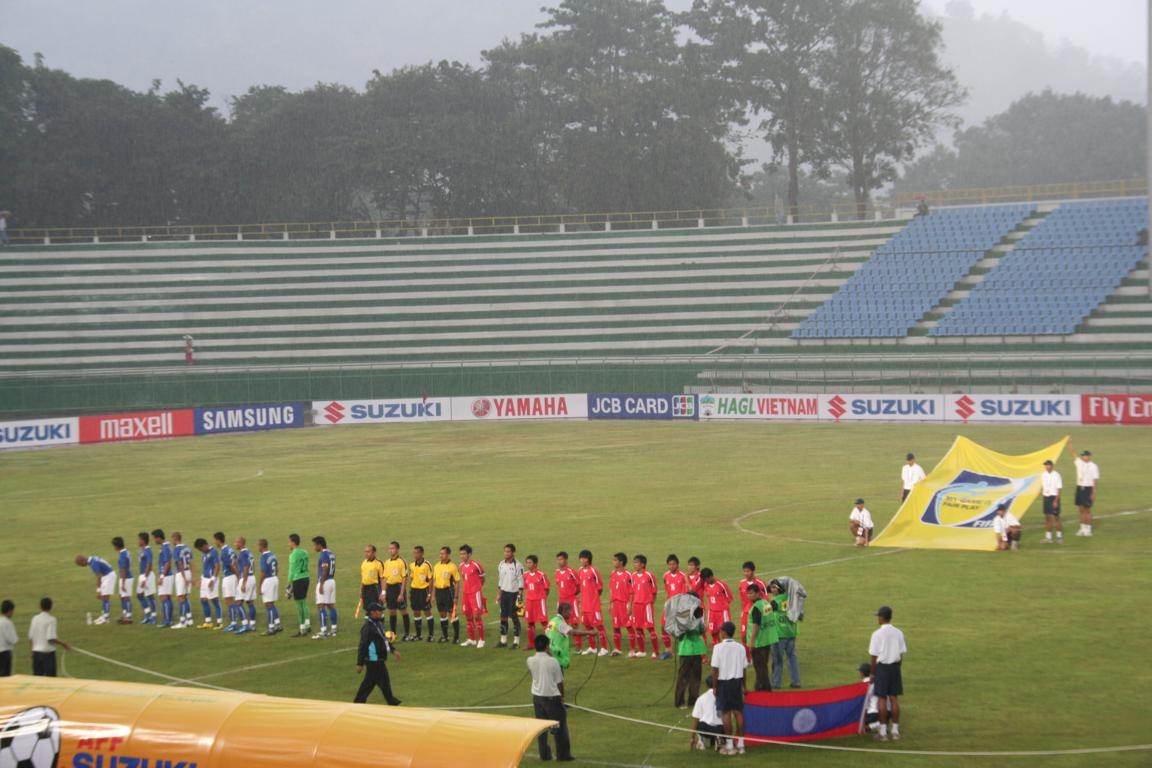
Selección laosiana de fútbol en 2009.

Los equipos olímpicos de Laos no han ganado ninguna medalla, ni su selección de fútbol título alguno.[cita requerida] La Federación de Fútbol de Laos fue fundada en 1951, se adhirió a la FIFA en 1952 y es miembro de la Confederación Asiática de Fútbol desde 1980. Algunos jugadores destacados son Visay Phaphouvanin, Lamnao Singto y Kita Sysavanh.